# Powiaty w Polsce 1919–1939
Powiaty w Polsce w latach 1919–1939 – tabele będące graficzną prezentacją okresów istnienia i przynależności wojewódzkiej wszystkich powiatów II Rzeczypospolitej Polskiej w latach 1919–1939.

## Legenda
- Powiaty podzielono na dwie grupy (tabele) – powiaty ziemskie i miejskie.
- Każda kolumna reprezentuje jeden rok funkcjonowania powiatu (podany w nagłówku).
- Dla ułatwienia orientacji, ciąg lat funkcjonowania jednostek przytoczono przy każdym powiecie. W przypadku, kiedy powiat istniał również w 1945 roku, ciąg jego istnienia przekraczający próg tabeli oznaczono strzałką (→) – więcej w artykule Powiaty w Polsce od 1945.
- W przypadku, kiedy powiat istniał już w 1919, 1920, 1921 lub 1922 roku, nie musi oznaczać to, że powiat powołano w 1919, 1920, 1921 lub 1922 roku; po raz pierwszy znalazł się on jednak pod prawodawstwem niepodległej Rzeczypospolitej Polskiej, a nie w państwie zaborczym, w którym posiadał odmienny status prawny. Podobna sytuacja ma miejsce w przypadku powiatu frysztackiego, w latach 1920–1938 należącego do Czechosłowacji.
- Dla uproszczenia, zabarwiono całą kolumnę nawet wtedy, kiedy powiat powołano lub zniesiono w środku danego roku.
- Kiedy w środku roku nastąpiła zmiana przynależności wojewódzkiej, zabarwiona kolumna odnosi się zawsze do roku nowej przynależności administracyjnej.
- Przynależność wojewódzką poszczególnych powiatów pomagają odczytać kolory użyte w tabelach (przedstawione poniżej).

| Kolor | Województwo  |  | Kolor | Województwo     |          | Kolor    | Województwo                         |
| ----- | ------------ |  | ----- | --------------- | -------- | -------- | ----------------------------------- |
|       | białostockie |  |       | kieleckie       |          |          | krakowskie                          |
|       | lubelskie    |  |       | lwowskie        |          |          | łódzkie                             |
|       | nowogródzkie |  |       | poleskie        |          |          | pomorskie                           |
|       | poznańskie   |  |       | stanisławowskie |          |          | śląskie                             |
|       | tarnopolskie |  |       | warszawskie     |          |          | wileńskie (1922–26 Ziemia Wileńska) |
|       | wołyńskie    |  |       | Warszawa        | Warszawa | Warszawa | Warszawa                            |

- Powiaty uszeregowane są według nazw obowiązujących w okresie ich istnienia. Nazwy powiatów utworzone po ewentualnych formalnych zmianach nazw powiatów, którym często wtórowały zmiany siedzib (od których nowe nazwy były wywodzone) znacznie się różnią od pierwotnych. W celu sprawniejszej nawigacji po artykule potraktowano je jako osobne hasła, natomiast ciąg prawny powiatów przed lub po zmianie nazwy zaznaczono odsyłaczem (→ lub ← zależnie od sytuacji chronologicznej).
- Fragmenty powiatów bez siedziby w obrębie Rzeczypospolitej Polskiej oznaczono symbolem (►) oraz przytoczono nazwę powiatu docelowego (wyjątek: powiat wieleński – jego siedziba została przedzielona granicą państwową, a samą jednostkę wcielono do powiatu czarnkowskiego).
- Znak # oznacza jednokrotną zmianę przynależności wojewódzkiej. Oznaczenia te przytoczono zarówno przy nazwie powiatu (w wersji skupionej), jak i w prezentacji graficznej (w wersji rozbieżnej, bezpośrednio przed lub po każdej zmianie przynależności).
- W kolumnie drugiej skrótami państw, których fragmenty weszły w skład II Rzeczypospolitej, oznaczono przynależność państwową powiatu (obszaru powiatu) przed I wojną światową (A – Austro-Węgry, N – Niemcy, R – Rosja).
- Druga od prawej, pusta kolumna oznacza okres okupacji hitlerowskiej i radzieckiej Polski w latach 1939–1945.

## Powiaty ziemskie 1919–1939
Znak # oznacza jednokrotną zmianę przynależności wojewódzkiej
| Powiat                      | – | 19                         | 20                                                   | 21                                                   | 22                                                   | 23                                                   | 24                                                   | 25                                                   | 26                                                   | 27                                                   | 28                                                   | 29                                                   | 30                                                   | 31                                                   | 32                                                   | 33                                                   | 34                                                   | 35                                                   | 36                                                   | 37                                                   | 38                                                   | 1939                                                 | – | 1945   |
| --------------------------- | - | -------------------------- | ---------------------------------------------------- | ---------------------------------------------------- | ---------------------------------------------------- | ---------------------------------------------------- | ---------------------------------------------------- | ---------------------------------------------------- | ---------------------------------------------------- | ---------------------------------------------------- | ---------------------------------------------------- | ---------------------------------------------------- | ---------------------------------------------------- | ---------------------------------------------------- | ---------------------------------------------------- | ---------------------------------------------------- | ---------------------------------------------------- | ---------------------------------------------------- | ---------------------------------------------------- | ---------------------------------------------------- | ---------------------------------------------------- | ---------------------------------------------------- | - | ------ |
| augustowski                 | R | 1919–1939                  | 1919–1939                                            | 1919–1939                                            | 1919–1939                                            | 1919–1939                                            | 1919–1939                                            | 1919–1939                                            | 1919–1939                                            | 1919–1939                                            | 1919–1939                                            | 1919–1939                                            | 1919–1939                                            | 1919–1939                                            | 1919–1939                                            | 1919–1939                                            | 1919–1939                                            | 1919–1939                                            | 1919–1939                                            | 1919–1939                                            | 1919–1939                                            | 1919–1939                                            |   | →      |
| babimojski                  | N |                            | → 1920; ► wolsztyński                                | → 1920; ► wolsztyński                                | → 1920; ► wolsztyński                                | → 1920; ► wolsztyński                                | → 1920; ► wolsztyński                                | → 1920; ► wolsztyński                                | → 1920; ► wolsztyński                                | → 1920; ► wolsztyński                                | → 1920; ► wolsztyński                                | → 1920; ► wolsztyński                                | → 1920; ► wolsztyński                                | → 1920; ► wolsztyński                                | → 1920; ► wolsztyński                                | → 1920; ► wolsztyński                                | → 1920; ► wolsztyński                                | → 1920; ► wolsztyński                                | → 1920; ► wolsztyński                                | → 1920; ► wolsztyński                                | → 1920; ► wolsztyński                                | → 1920; ► wolsztyński                                |   |        |
| baranowicki                 | R |                            |                                                      | 1921–1939                                            | 1921–1939                                            | 1921–1939                                            | 1921–1939                                            | 1921–1939                                            | 1921–1939                                            | 1921–1939                                            | 1921–1939                                            | 1921–1939                                            | 1921–1939                                            | 1921–1939                                            | 1921–1939                                            | 1921–1939                                            | 1921–1939                                            | 1921–1939                                            | 1921–1939                                            | 1921–1939                                            | 1921–1939                                            | 1921–1939                                            |   |        |
| bardiowski                  | A |                            |                                                      |                                                      |                                                      |                                                      |                                                      |                                                      |                                                      |                                                      |                                                      |                                                      |                                                      |                                                      |                                                      |                                                      |                                                      |                                                      |                                                      |                                                      | [ 4 ]                                                | [ 4 ]                                                |   |        |
| będziński                   | R | 1919–1939                  | 1919–1939                                            | 1919–1939                                            | 1919–1939                                            | 1919–1939                                            | 1919–1939                                            | 1919–1939                                            | 1919–1939                                            | 1919–1939                                            | 1919–1939                                            | 1919–1939                                            | 1919–1939                                            | 1919–1939                                            | 1919–1939                                            | 1919–1939                                            | 1919–1939                                            | 1919–1939                                            | 1919–1939                                            | 1919–1939                                            | 1919–1939                                            | 1919–1939                                            |   | →      |
| bialski (Biała Krakowska)   | A |                            | 1920–1939                                            | 1920–1939                                            | 1920–1939                                            | 1920–1939                                            | 1920–1939                                            | 1920–1939                                            | 1920–1939                                            | 1920–1939                                            | 1920–1939                                            | 1920–1939                                            | 1920–1939                                            | 1920–1939                                            | 1920–1939                                            | 1920–1939                                            | 1920–1939                                            | 1920–1939                                            | 1920–1939                                            | 1920–1939                                            | 1920–1939                                            | 1920–1939                                            |   | →      |
| bialski (Biała Podlaska)    | R | 1919–1939                  | 1919–1939                                            | 1919–1939                                            | 1919–1939                                            | 1919–1939                                            | 1919–1939                                            | 1919–1939                                            | 1919–1939                                            | 1919–1939                                            | 1919–1939                                            | 1919–1939                                            | 1919–1939                                            | 1919–1939                                            | 1919–1939                                            | 1919–1939                                            | 1919–1939                                            | 1919–1939                                            | 1919–1939                                            | 1919–1939                                            | 1919–1939                                            | 1919–1939                                            |   | →      |
| białostocki                 | R | 1919–1939                  | 1919–1939                                            | 1919–1939                                            | 1919–1939                                            | 1919–1939                                            | 1919–1939                                            | 1919–1939                                            | 1919–1939                                            | 1919–1939                                            | 1919–1939                                            | 1919–1939                                            | 1919–1939                                            | 1919–1939                                            | 1919–1939                                            | 1919–1939                                            | 1919–1939                                            | 1919–1939                                            | 1919–1939                                            | 1919–1939                                            | 1919–1939                                            | 1919–1939                                            |   | →      |
| białowieski                 | R |                            |                                                      | 21–22                                                | 21–22                                                |                                                      |                                                      |                                                      |                                                      |                                                      |                                                      |                                                      |                                                      |                                                      |                                                      |                                                      |                                                      |                                                      |                                                      |                                                      |                                                      |                                                      |   |        |
| bielski (Bielsk Podlaski)   | R | 1919–1939                  | 1919–1939                                            | 1919–1939                                            | 1919–1939                                            | 1919–1939                                            | 1919–1939                                            | 1919–1939                                            | 1919–1939                                            | 1919–1939                                            | 1919–1939                                            | 1919–1939                                            | 1919–1939                                            | 1919–1939                                            | 1919–1939                                            | 1919–1939                                            | 1919–1939                                            | 1919–1939                                            | 1919–1939                                            | 1919–1939                                            | 1919–1939                                            | 1919–1939                                            |   | →      |
| bielski (Bielsko)           | A |                            | 1920–1939                                            | 1920–1939                                            | 1920–1939                                            | 1920–1939                                            | 1920–1939                                            | 1920–1939                                            | 1920–1939                                            | 1920–1939                                            | 1920–1939                                            | 1920–1939                                            | 1920–1939                                            | 1920–1939                                            | 1920–1939                                            | 1920–1939                                            | 1920–1939                                            | 1920–1939                                            | 1920–1939                                            | 1920–1939                                            | 1920–1939                                            | 1920–1939                                            |   | →      |
| biłgorajski                 | R | 1919–1939                  | 1919–1939                                            | 1919–1939                                            | 1919–1939                                            | 1919–1939                                            | 1919–1939                                            | 1919–1939                                            | 1919–1939                                            | 1919–1939                                            | 1919–1939                                            | 1919–1939                                            | 1919–1939                                            | 1919–1939                                            | 1919–1939                                            | 1919–1939                                            | 1919–1939                                            | 1919–1939                                            | 1919–1939                                            | 1919–1939                                            | 1919–1939                                            | 1919–1939                                            |   | →      |
| błoński                     | R | 1919–1939                  | 1919–1939                                            | 1919–1939                                            | 1919–1939                                            | 1919–1939                                            | 1919–1939                                            | 1919–1939                                            | 1919–1939                                            | 1919–1939                                            | 1919–1939                                            | 1919–1939                                            | 1919–1939                                            | 1919–1939                                            | 1919–1939                                            | 1919–1939                                            | 1919–1939                                            | 1919–1939                                            | 1919–1939                                            | 1919–1939                                            | 1919–1939                                            | 1919–1939                                            |   | →      |
| bocheński                   | A |                            | 1920–1939                                            | 1920–1939                                            | 1920–1939                                            | 1920–1939                                            | 1920–1939                                            | 1920–1939                                            | 1920–1939                                            | 1920–1939                                            | 1920–1939                                            | 1920–1939                                            | 1920–1939                                            | 1920–1939                                            | 1920–1939                                            | 1920–1939                                            | 1920–1939                                            | 1920–1939                                            | 1920–1939                                            | 1920–1939                                            | 1920–1939                                            | 1920–1939                                            |   | →      |
| bohorodczański              | A |                            | 1920–1932                                            | 1920–1932                                            | 1920–1932                                            | 1920–1932                                            | 1920–1932                                            | 1920–1932                                            | 1920–1932                                            | 1920–1932                                            | 1920–1932                                            | 1920–1932                                            | 1920–1932                                            | 1920–1932                                            | 1920–1932                                            |                                                      |                                                      |                                                      |                                                      |                                                      |                                                      |                                                      |   |        |
| borszczowski                | A |                            | 1920–1939                                            | 1920–1939                                            | 1920–1939                                            | 1920–1939                                            | 1920–1939                                            | 1920–1939                                            | 1920–1939                                            | 1920–1939                                            | 1920–1939                                            | 1920–1939                                            | 1920–1939                                            | 1920–1939                                            | 1920–1939                                            | 1920–1939                                            | 1920–1939                                            | 1920–1939                                            | 1920–1939                                            | 1920–1939                                            | 1920–1939                                            | 1920–1939                                            |   |        |
| bóbrecki                    | A |                            | 1920–1939                                            | 1920–1939                                            | 1920–1939                                            | 1920–1939                                            | 1920–1939                                            | 1920–1939                                            | 1920–1939                                            | 1920–1939                                            | 1920–1939                                            | 1920–1939                                            | 1920–1939                                            | 1920–1939                                            | 1920–1939                                            | 1920–1939                                            | 1920–1939                                            | 1920–1939                                            | 1920–1939                                            | 1920–1939                                            | 1920–1939                                            | 1920–1939                                            |   | →      |
| brasławski                  | R |                            |                                                      |                                                      | 1922–1939                                            | 1922–1939                                            | 1922–1939                                            | 1922–1939                                            | 1922–1939                                            | 1922–1939                                            | 1922–1939                                            | 1922–1939                                            | 1922–1939                                            | 1922–1939                                            | 1922–1939                                            | 1922–1939                                            | 1922–1939                                            | 1922–1939                                            | 1922–1939                                            | 1922–1939                                            | 1922–1939                                            | 1922–1939                                            |   |        |
| brodnicki                   | N |                            | 1920–1939                                            | 1920–1939                                            | 1920–1939                                            | 1920–1939                                            | 1920–1939                                            | 1920–1939                                            | 1920–1939                                            | 1920–1939                                            | 1920–1939                                            | 1920–1939                                            | 1920–1939                                            | 1920–1939                                            | 1920–1939                                            | 1920–1939                                            | 1920–1939                                            | 1920–1939                                            | 1920–1939                                            | 1920–1939                                            | 1920–1939                                            | 1920–1939                                            |   | →      |
| brodzki                     | A |                            | 1920–1939                                            | 1920–1939                                            | 1920–1939                                            | 1920–1939                                            | 1920–1939                                            | 1920–1939                                            | 1920–1939                                            | 1920–1939                                            | 1920–1939                                            | 1920–1939                                            | 1920–1939                                            | 1920–1939                                            | 1920–1939                                            | 1920–1939                                            | 1920–1939                                            | 1920–1939                                            | 1920–1939                                            | 1920–1939                                            | 1920–1939                                            | 1920–1939                                            |   |        |
| brzeski (Brzesko)           | A |                            | 1920–1939                                            | 1920–1939                                            | 1920–1939                                            | 1920–1939                                            | 1920–1939                                            | 1920–1939                                            | 1920–1939                                            | 1920–1939                                            | 1920–1939                                            | 1920–1939                                            | 1920–1939                                            | 1920–1939                                            | 1920–1939                                            | 1920–1939                                            | 1920–1939                                            | 1920–1939                                            | 1920–1939                                            | 1920–1939                                            | 1920–1939                                            | 1920–1939                                            |   | →      |
| brzeski (Brześć nad Bugiem) | R |                            |                                                      | 1921–1939                                            | 1921–1939                                            | 1921–1939                                            | 1921–1939                                            | 1921–1939                                            | 1921–1939                                            | 1921–1939                                            | 1921–1939                                            | 1921–1939                                            | 1921–1939                                            | 1921–1939                                            | 1921–1939                                            | 1921–1939                                            | 1921–1939                                            | 1921–1939                                            | 1921–1939                                            | 1921–1939                                            | 1921–1939                                            | 1921–1939                                            |   | [ 6 ]  |
| brzeziński                  | R | 1919–1939                  | 1919–1939                                            | 1919–1939                                            | 1919–1939                                            | 1919–1939                                            | 1919–1939                                            | 1919–1939                                            | 1919–1939                                            | 1919–1939                                            | 1919–1939                                            | 1919–1939                                            | 1919–1939                                            | 1919–1939                                            | 1919–1939                                            | 1919–1939                                            | 1919–1939                                            | 1919–1939                                            | 1919–1939                                            | 1919–1939                                            | 1919–1939                                            | 1919–1939                                            |   | →      |
| brzeżański                  | A |                            | 1920–1939                                            | 1920–1939                                            | 1920–1939                                            | 1920–1939                                            | 1920–1939                                            | 1920–1939                                            | 1920–1939                                            | 1920–1939                                            | 1920–1939                                            | 1920–1939                                            | 1920–1939                                            | 1920–1939                                            | 1920–1939                                            | 1920–1939                                            | 1920–1939                                            | 1920–1939                                            | 1920–1939                                            | 1920–1939                                            | 1920–1939                                            | 1920–1939                                            |   |        |
| brzozowski                  | A |                            | 1920–1939                                            | 1920–1939                                            | 1920–1939                                            | 1920–1939                                            | 1920–1939                                            | 1920–1939                                            | 1920–1939                                            | 1920–1939                                            | 1920–1939                                            | 1920–1939                                            | 1920–1939                                            | 1920–1939                                            | 1920–1939                                            | 1920–1939                                            | 1920–1939                                            | 1920–1939                                            | 1920–1939                                            | 1920–1939                                            | 1920–1939                                            | 1920–1939                                            |   | →      |
| buczacki                    | A |                            | 1920–1939                                            | 1920–1939                                            | 1920–1939                                            | 1920–1939                                            | 1920–1939                                            | 1920–1939                                            | 1920–1939                                            | 1920–1939                                            | 1920–1939                                            | 1920–1939                                            | 1920–1939                                            | 1920–1939                                            | 1920–1939                                            | 1920–1939                                            | 1920–1939                                            | 1920–1939                                            | 1920–1939                                            | 1920–1939                                            | 1920–1939                                            | 1920–1939                                            |   |        |
| bydgoski #                  | N |                            | 1920–1938 #                                          | 1920–1938 #                                          | 1920–1938 #                                          | 1920–1938 #                                          | 1920–1938 #                                          | 1920–1938 #                                          | 1920–1938 #                                          | 1920–1938 #                                          | 1920–1938 #                                          | 1920–1938 #                                          | 1920–1938 #                                          | 1920–1938 #                                          | 1920–1938 #                                          | 1920–1938 #                                          | 1920–1938 #                                          | 1920–1938 #                                          | 1920–1938 #                                          | 1920–1938 #                                          | 1938–1939                                            | 1938–1939                                            |   | →      |
| bytomski                    | N |                            |                                                      |                                                      | → 1922; ► świętochłowicki                            | → 1922; ► świętochłowicki                            | → 1922; ► świętochłowicki                            | → 1922; ► świętochłowicki                            | → 1922; ► świętochłowicki                            | → 1922; ► świętochłowicki                            | → 1922; ► świętochłowicki                            | → 1922; ► świętochłowicki                            | → 1922; ► świętochłowicki                            | → 1922; ► świętochłowicki                            | → 1922; ► świętochłowicki                            | → 1922; ► świętochłowicki                            | → 1922; ► świętochłowicki                            | → 1922; ► świętochłowicki                            | → 1922; ► świętochłowicki                            | → 1922; ► świętochłowicki                            | → 1922; ► świętochłowicki                            | → 1922; ► świętochłowicki                            |   |        |
| chełmiński                  | N |                            | 1920–1939                                            | 1920–1939                                            | 1920–1939                                            | 1920–1939                                            | 1920–1939                                            | 1920–1939                                            | 1920–1939                                            | 1920–1939                                            | 1920–1939                                            | 1920–1939                                            | 1920–1939                                            | 1920–1939                                            | 1920–1939                                            | 1920–1939                                            | 1920–1939                                            | 1920–1939                                            | 1920–1939                                            | 1920–1939                                            | 1920–1939                                            | 1920–1939                                            |   | →      |
| chełmski                    | R | 1919–1939                  | 1919–1939                                            | 1919–1939                                            | 1919–1939                                            | 1919–1939                                            | 1919–1939                                            | 1919–1939                                            | 1919–1939                                            | 1919–1939                                            | 1919–1939                                            | 1919–1939                                            | 1919–1939                                            | 1919–1939                                            | 1919–1939                                            | 1919–1939                                            | 1919–1939                                            | 1919–1939                                            | 1919–1939                                            | 1919–1939                                            | 1919–1939                                            | 1919–1939                                            |   | →      |
| chodzieski                  | N |                            | 1920–1939                                            | 1920–1939                                            | 1920–1939                                            | 1920–1939                                            | 1920–1939                                            | 1920–1939                                            | 1920–1939                                            | 1920–1939                                            | 1920–1939                                            | 1920–1939                                            | 1920–1939                                            | 1920–1939                                            | 1920–1939                                            | 1920–1939                                            | 1920–1939                                            | 1920–1939                                            | 1920–1939                                            | 1920–1939                                            | 1920–1939                                            | 1920–1939                                            |   | →      |
| chojnicki                   | N |                            | 1920–1939                                            | 1920–1939                                            | 1920–1939                                            | 1920–1939                                            | 1920–1939                                            | 1920–1939                                            | 1920–1939                                            | 1920–1939                                            | 1920–1939                                            | 1920–1939                                            | 1920–1939                                            | 1920–1939                                            | 1920–1939                                            | 1920–1939                                            | 1920–1939                                            | 1920–1939                                            | 1920–1939                                            | 1920–1939                                            | 1920–1939                                            | 1920–1939                                            |   | →      |
| chrzanowski                 | A |                            | 1920–1939                                            | 1920–1939                                            | 1920–1939                                            | 1920–1939                                            | 1920–1939                                            | 1920–1939                                            | 1920–1939                                            | 1920–1939                                            | 1920–1939                                            | 1920–1939                                            | 1920–1939                                            | 1920–1939                                            | 1920–1939                                            | 1920–1939                                            | 1920–1939                                            | 1920–1939                                            | 1920–1939                                            | 1920–1939                                            | 1920–1939                                            | 1920–1939                                            |   | →      |
| ciechanowski                | R | 1919–1939                  | 1919–1939                                            | 1919–1939                                            | 1919–1939                                            | 1919–1939                                            | 1919–1939                                            | 1919–1939                                            | 1919–1939                                            | 1919–1939                                            | 1919–1939                                            | 1919–1939                                            | 1919–1939                                            | 1919–1939                                            | 1919–1939                                            | 1919–1939                                            | 1919–1939                                            | 1919–1939                                            | 1919–1939                                            | 1919–1939                                            | 1919–1939                                            | 1919–1939                                            |   | →      |
| cieszanowski                | A |                            | 1920–1922                                            | 1920–1922                                            | 1920–1922                                            | → lubaczowski                                        | → lubaczowski                                        | → lubaczowski                                        | → lubaczowski                                        | → lubaczowski                                        | → lubaczowski                                        | → lubaczowski                                        | → lubaczowski                                        | → lubaczowski                                        | → lubaczowski                                        | → lubaczowski                                        | → lubaczowski                                        | → lubaczowski                                        | → lubaczowski                                        | → lubaczowski                                        | → lubaczowski                                        | → lubaczowski                                        |   |        |
| cieszyński                  | A |                            | 1920–1939                                            | 1920–1939                                            | 1920–1939                                            | 1920–1939                                            | 1920–1939                                            | 1920–1939                                            | 1920–1939                                            | 1920–1939                                            | 1920–1939                                            | 1920–1939                                            | 1920–1939                                            | 1920–1939                                            | 1920–1939                                            | 1920–1939                                            | 1920–1939                                            | 1920–1939                                            | 1920–1939                                            | 1920–1939                                            | 1920–1939                                            | 1920–1939                                            |   | →      |
| czadecki (część płn.)       | A |                            |                                                      |                                                      |                                                      |                                                      |                                                      |                                                      |                                                      |                                                      |                                                      |                                                      |                                                      |                                                      |                                                      |                                                      |                                                      |                                                      |                                                      |                                                      | [ 15 ]                                               | [ 15 ]                                               |   |        |
| czarnkowski                 | N |                            | 1920–1939                                            | 1920–1939                                            | 1920–1939                                            | 1920–1939                                            | 1920–1939                                            | 1920–1939                                            | 1920–1939                                            | 1920–1939                                            | 1920–1939                                            | 1920–1939                                            | 1920–1939                                            | 1920–1939                                            | 1920–1939                                            | 1920–1939                                            | 1920–1939                                            | 1920–1939                                            | 1920–1939                                            | 1920–1939                                            | 1920–1939                                            | 1920–1939                                            |   | →      |
| czeskocieszyński            | A |                            |                                                      |                                                      |                                                      |                                                      |                                                      |                                                      |                                                      |                                                      |                                                      |                                                      |                                                      |                                                      |                                                      |                                                      |                                                      |                                                      |                                                      |                                                      | [ 19 ]                                               | [ 19 ]                                               |   |        |
| częstochowski               | R | 1919–1939                  | 1919–1939                                            | 1919–1939                                            | 1919–1939                                            | 1919–1939                                            | 1919–1939                                            | 1919–1939                                            | 1919–1939                                            | 1919–1939                                            | 1919–1939                                            | 1919–1939                                            | 1919–1939                                            | 1919–1939                                            | 1919–1939                                            | 1919–1939                                            | 1919–1939                                            | 1919–1939                                            | 1919–1939                                            | 1919–1939                                            | 1919–1939                                            | 1919–1939                                            |   | →      |
| człuchowski                 | N |                            | → 1920; ► chojnicki                                  | → 1920; ► chojnicki                                  | → 1920; ► chojnicki                                  | → 1920; ► chojnicki                                  | → 1920; ► chojnicki                                  | → 1920; ► chojnicki                                  | → 1920; ► chojnicki                                  | → 1920; ► chojnicki                                  | → 1920; ► chojnicki                                  | → 1920; ► chojnicki                                  | → 1920; ► chojnicki                                  | → 1920; ► chojnicki                                  | → 1920; ► chojnicki                                  | → 1920; ► chojnicki                                  | → 1920; ► chojnicki                                  | → 1920; ► chojnicki                                  | → 1920; ► chojnicki                                  | → 1920; ► chojnicki                                  | → 1920; ► chojnicki                                  | → 1920; ► chojnicki                                  |   |        |
| czortkowski                 | A |                            | 1920–1939                                            | 1920–1939                                            | 1920–1939                                            | 1920–1939                                            | 1920–1939                                            | 1920–1939                                            | 1920–1939                                            | 1920–1939                                            | 1920–1939                                            | 1920–1939                                            | 1920–1939                                            | 1920–1939                                            | 1920–1939                                            | 1920–1939                                            | 1920–1939                                            | 1920–1939                                            | 1920–1939                                            | 1920–1939                                            | 1920–1939                                            | 1920–1939                                            |   |        |
| dąbrowski                   | A |                            | 1920–1939                                            | 1920–1939                                            | 1920–1939                                            | 1920–1939                                            | 1920–1939                                            | 1920–1939                                            | 1920–1939                                            | 1920–1939                                            | 1920–1939                                            | 1920–1939                                            | 1920–1939                                            | 1920–1939                                            | 1920–1939                                            | 1920–1939                                            | 1920–1939                                            | 1920–1939                                            | 1920–1939                                            | 1920–1939                                            | 1920–1939                                            | 1920–1939                                            |   | →      |
| dębicki                     | A | ropczycki ←                | ropczycki ←                                          | ropczycki ←                                          | ropczycki ←                                          | ropczycki ←                                          | ropczycki ←                                          | ropczycki ←                                          | ropczycki ←                                          | ropczycki ←                                          | ropczycki ←                                          | ropczycki ←                                          | ropczycki ←                                          | ropczycki ←                                          | ropczycki ←                                          | ropczycki ←                                          | ropczycki ←                                          | ropczycki ←                                          | ropczycki ←                                          | 1937–1939                                            | 1937–1939                                            | 1937–1939                                            |   | →      |
| dobromilski                 | A |                            | 1920–1939                                            | 1920–1939                                            | 1920–1939                                            | 1920–1939                                            | 1920–1939                                            | 1920–1939                                            | 1920–1939                                            | 1920–1939                                            | 1920–1939                                            | 1920–1939                                            | 1920–1939                                            | 1920–1939                                            | 1920–1939                                            | 1920–1939                                            | 1920–1939                                            | 1920–1939                                            | 1920–1939                                            | 1920–1939                                            | 1920–1939                                            | 1920–1939                                            |   | [ 20 ] |
| doliński                    | A |                            | 1920–1939                                            | 1920–1939                                            | 1920–1939                                            | 1920–1939                                            | 1920–1939                                            | 1920–1939                                            | 1920–1939                                            | 1920–1939                                            | 1920–1939                                            | 1920–1939                                            | 1920–1939                                            | 1920–1939                                            | 1920–1939                                            | 1920–1939                                            | 1920–1939                                            | 1920–1939                                            | 1920–1939                                            | 1920–1939                                            | 1920–1939                                            | 1920–1939                                            |   |        |
| drohicki                    | R |                            |                                                      | 1921–1939                                            | 1921–1939                                            | 1921–1939                                            | 1921–1939                                            | 1921–1939                                            | 1921–1939                                            | 1921–1939                                            | 1921–1939                                            | 1921–1939                                            | 1921–1939                                            | 1921–1939                                            | 1921–1939                                            | 1921–1939                                            | 1921–1939                                            | 1921–1939                                            | 1921–1939                                            | 1921–1939                                            | 1921–1939                                            | 1921–1939                                            |   |        |
| drohobycki                  | A |                            | 1920–1939                                            | 1920–1939                                            | 1920–1939                                            | 1920–1939                                            | 1920–1939                                            | 1920–1939                                            | 1920–1939                                            | 1920–1939                                            | 1920–1939                                            | 1920–1939                                            | 1920–1939                                            | 1920–1939                                            | 1920–1939                                            | 1920–1939                                            | 1920–1939                                            | 1920–1939                                            | 1920–1939                                            | 1920–1939                                            | 1920–1939                                            | 1920–1939                                            |   |        |
| dubieński                   | R |                            |                                                      | 1921–1939                                            | 1921–1939                                            | 1921–1939                                            | 1921–1939                                            | 1921–1939                                            | 1921–1939                                            | 1921–1939                                            | 1921–1939                                            | 1921–1939                                            | 1921–1939                                            | 1921–1939                                            | 1921–1939                                            | 1921–1939                                            | 1921–1939                                            | 1921–1939                                            | 1921–1939                                            | 1921–1939                                            | 1921–1939                                            | 1921–1939                                            |   |        |
| duniłowicki #               | R | 21-                        | 21-                                                  | 22                                                   | # 1922–1925                                          | # 1922–1925                                          | # 1922–1925                                          | # 1922–1925                                          | → postawski                                          | → postawski                                          | → postawski                                          | → postawski                                          | → postawski                                          | → postawski                                          | → postawski                                          | → postawski                                          | → postawski                                          | → postawski                                          | → postawski                                          | → postawski                                          | → postawski                                          | → postawski                                          |   |        |
| działdowski #               | N |                            | 1920–1938 #                                          | 1920–1938 #                                          | 1920–1938 #                                          | 1920–1938 #                                          | 1920–1938 #                                          | 1920–1938 #                                          | 1920–1938 #                                          | 1920–1938 #                                          | 1920–1938 #                                          | 1920–1938 #                                          | 1920–1938 #                                          | 1920–1938 #                                          | 1920–1938 #                                          | 1920–1938 #                                          | 1920–1938 #                                          | 1920–1938 #                                          | 1920–1938 #                                          | 1920–1938 #                                          | 1938–1939                                            | 1938–1939                                            |   | →      |
| dziśnieński #               | R | 21-                        | 21-                                                  | 22                                                   | # 1922–1939                                          | # 1922–1939                                          | # 1922–1939                                          | # 1922–1939                                          | # 1922–1939                                          | # 1922–1939                                          | # 1922–1939                                          | # 1922–1939                                          | # 1922–1939                                          | # 1922–1939                                          | # 1922–1939                                          | # 1922–1939                                          | # 1922–1939                                          | # 1922–1939                                          | # 1922–1939                                          | # 1922–1939                                          | # 1922–1939                                          | # 1922–1939                                          |   |        |
| frydecki (część wsch.)      | A |                            |                                                      |                                                      |                                                      |                                                      |                                                      |                                                      |                                                      |                                                      |                                                      |                                                      |                                                      |                                                      |                                                      |                                                      |                                                      |                                                      |                                                      |                                                      | [ 15 ]                                               | [ 15 ]                                               |   |        |
| frysztacki                  | A |                            | → 1920; ► cieszyński                                 | → 1920; ► cieszyński                                 | → 1920; ► cieszyński                                 | → 1920; ► cieszyński                                 | → 1920; ► cieszyński                                 | → 1920; ► cieszyński                                 | → 1920; ► cieszyński                                 | → 1920; ► cieszyński                                 | → 1920; ► cieszyński                                 | → 1920; ► cieszyński                                 | → 1920; ► cieszyński                                 | → 1920; ► cieszyński                                 | → 1920; ► cieszyński                                 | → 1920; ► cieszyński                                 | → 1920; ► cieszyński                                 | → 1920; ► cieszyński                                 | → 1920; ► cieszyński                                 | → 1920; ► cieszyński                                 | 1938–1939                                            | 1938–1939                                            |   | [ 24 ] |
| garwoliński #               | R | 1919–1939 #                | 1919–1939 #                                          | 1919–1939 #                                          | 1919–1939 #                                          | 1919–1939 #                                          | 1919–1939 #                                          | 1919–1939 #                                          | 1919–1939 #                                          | 1919–1939 #                                          | 1919–1939 #                                          | 1919–1939 #                                          | 1919–1939 #                                          | 1919–1939 #                                          | 1919–1939 #                                          | 1919–1939 #                                          | 1919–1939 #                                          | 1919–1939 #                                          | 1919–1939 #                                          | 1919–1939 #                                          | 1919–1939 #                                          | 1939                                                 |   | →      |
| Danziger Höhe               | N |                            | → 1920; ► kartuski                                   | → 1920; ► kartuski                                   | → 1920; ► kartuski                                   | → 1920; ► kartuski                                   | → 1920; ► kartuski                                   | → 1920; ► kartuski                                   | → 1920; ► kartuski                                   | → 1920; ► kartuski                                   | → 1920; ► kartuski                                   | → 1920; ► kartuski                                   | → 1920; ► kartuski                                   | → 1920; ► kartuski                                   | → 1920; ► kartuski                                   | → 1920; ► kartuski                                   | → 1920; ► kartuski                                   | → 1920; ► kartuski                                   | → 1920; ► kartuski                                   | → 1920; ► kartuski                                   | → 1920; ► kartuski                                   | → 1920; ► kartuski                                   |   |        |
| gliwicki                    | N |                            |                                                      |                                                      | → 1922; ► rudzki / ► tarnogórski                     | → 1922; ► rudzki / ► tarnogórski                     | → 1922; ► rudzki / ► tarnogórski                     | → 1922; ► rudzki / ► tarnogórski                     | → 1922; ► rudzki / ► tarnogórski                     | → 1922; ► rudzki / ► tarnogórski                     | → 1922; ► rudzki / ► tarnogórski                     | → 1922; ► rudzki / ► tarnogórski                     | → 1922; ► rudzki / ► tarnogórski                     | → 1922; ► rudzki / ► tarnogórski                     | → 1922; ► rudzki / ► tarnogórski                     | → 1922; ► rudzki / ► tarnogórski                     | → 1922; ► rudzki / ► tarnogórski                     | → 1922; ► rudzki / ► tarnogórski                     | → 1922; ► rudzki / ► tarnogórski                     | → 1922; ► rudzki / ► tarnogórski                     | → 1922; ► rudzki / ► tarnogórski                     | → 1922; ► rudzki / ► tarnogórski                     |   |        |
| gniewski                    | N |                            | 1920–1932                                            | 1920–1932                                            | 1920–1932                                            | 1920–1932                                            | 1920–1932                                            | 1920–1932                                            | 1920–1932                                            | 1920–1932                                            | 1920–1932                                            | 1920–1932                                            | 1920–1932                                            | 1920–1932                                            | 1920–1932                                            |                                                      |                                                      |                                                      |                                                      |                                                      |                                                      |                                                      |   |        |
| gnieźnieński                | N |                            | 1920–1939                                            | 1920–1939                                            | 1920–1939                                            | 1920–1939                                            | 1920–1939                                            | 1920–1939                                            | 1920–1939                                            | 1920–1939                                            | 1920–1939                                            | 1920–1939                                            | 1920–1939                                            | 1920–1939                                            | 1920–1939                                            | 1920–1939                                            | 1920–1939                                            | 1920–1939                                            | 1920–1939                                            | 1920–1939                                            | 1920–1939                                            | 1920–1939                                            |   | →      |
| gorlicki                    | A |                            | 1920–1939                                            | 1920–1939                                            | 1920–1939                                            | 1920–1939                                            | 1920–1939                                            | 1920–1939                                            | 1920–1939                                            | 1920–1939                                            | 1920–1939                                            | 1920–1939                                            | 1920–1939                                            | 1920–1939                                            | 1920–1939                                            | 1920–1939                                            | 1920–1939                                            | 1920–1939                                            | 1920–1939                                            | 1920–1939                                            | 1920–1939                                            | 1920–1939                                            |   | →      |
| gostyniński                 | R | 1919–1939                  | 1919–1939                                            | 1919–1939                                            | 1919–1939                                            | 1919–1939                                            | 1919–1939                                            | 1919–1939                                            | 1919–1939                                            | 1919–1939                                            | 1919–1939                                            | 1919–1939                                            | 1919–1939                                            | 1919–1939                                            | 1919–1939                                            | 1919–1939                                            | 1919–1939                                            | 1919–1939                                            | 1919–1939                                            | 1919–1939                                            | 1919–1939                                            | 1919–1939                                            |   | →      |
| gostyński                   | N |                            | 1920–1939                                            | 1920–1939                                            | 1920–1939                                            | 1920–1939                                            | 1920–1939                                            | 1920–1939                                            | 1920–1939                                            | 1920–1939                                            | 1920–1939                                            | 1920–1939                                            | 1920–1939                                            | 1920–1939                                            | 1920–1939                                            | 1920–1939                                            | 1920–1939                                            | 1920–1939                                            | 1920–1939                                            | 1920–1939                                            | 1920–1939                                            | 1920–1939                                            |   | →      |
| górowski                    | N |                            | → 1920; ► leszczyński / ► rawicki                    | → 1920; ► leszczyński / ► rawicki                    | → 1920; ► leszczyński / ► rawicki                    | → 1920; ► leszczyński / ► rawicki                    | → 1920; ► leszczyński / ► rawicki                    | → 1920; ► leszczyński / ► rawicki                    | → 1920; ► leszczyński / ► rawicki                    | → 1920; ► leszczyński / ► rawicki                    | → 1920; ► leszczyński / ► rawicki                    | → 1920; ► leszczyński / ► rawicki                    | → 1920; ► leszczyński / ► rawicki                    | → 1920; ► leszczyński / ► rawicki                    | → 1920; ► leszczyński / ► rawicki                    | → 1920; ► leszczyński / ► rawicki                    | → 1920; ► leszczyński / ► rawicki                    | → 1920; ► leszczyński / ► rawicki                    | → 1920; ► leszczyński / ► rawicki                    | → 1920; ► leszczyński / ► rawicki                    | → 1920; ► leszczyński / ► rawicki                    | → 1920; ► leszczyński / ► rawicki                    |   |        |
| grodzieński                 | R |                            |                                                      | 1921–1939                                            | 1921–1939                                            | 1921–1939                                            | 1921–1939                                            | 1921–1939                                            | 1921–1939                                            | 1921–1939                                            | 1921–1939                                            | 1921–1939                                            | 1921–1939                                            | 1921–1939                                            | 1921–1939                                            | 1921–1939                                            | 1921–1939                                            | 1921–1939                                            | 1921–1939                                            | 1921–1939                                            | 1921–1939                                            | 1921–1939                                            |   | [ 30 ] |
| grodziski                   | N |                            | 1920–1932                                            | 1920–1932                                            | 1920–1932                                            | 1920–1932                                            | 1920–1932                                            | 1920–1932                                            | 1920–1932                                            | 1920–1932                                            | 1920–1932                                            | 1920–1932                                            | 1920–1932                                            | 1920–1932                                            | 1920–1932                                            |                                                      |                                                      |                                                      |                                                      |                                                      |                                                      |                                                      |   | →      |
| gródecki                    | A |                            | 1920–1939                                            | 1920–1939                                            | 1920–1939                                            | 1920–1939                                            | 1920–1939                                            | 1920–1939                                            | 1920–1939                                            | 1920–1939                                            | 1920–1939                                            | 1920–1939                                            | 1920–1939                                            | 1920–1939                                            | 1920–1939                                            | 1920–1939                                            | 1920–1939                                            | 1920–1939                                            | 1920–1939                                            | 1920–1939                                            | 1920–1939                                            | 1920–1939                                            |   |        |
| grójecki                    | R | 1919–1939                  | 1919–1939                                            | 1919–1939                                            | 1919–1939                                            | 1919–1939                                            | 1919–1939                                            | 1919–1939                                            | 1919–1939                                            | 1919–1939                                            | 1919–1939                                            | 1919–1939                                            | 1919–1939                                            | 1919–1939                                            | 1919–1939                                            | 1919–1939                                            | 1919–1939                                            | 1919–1939                                            | 1919–1939                                            | 1919–1939                                            | 1919–1939                                            | 1919–1939                                            |   | →      |
| grudziądzki                 | N |                            | 1920–1939                                            | 1920–1939                                            | 1920–1939                                            | 1920–1939                                            | 1920–1939                                            | 1920–1939                                            | 1920–1939                                            | 1920–1939                                            | 1920–1939                                            | 1920–1939                                            | 1920–1939                                            | 1920–1939                                            | 1920–1939                                            | 1920–1939                                            | 1920–1939                                            | 1920–1939                                            | 1920–1939                                            | 1920–1939                                            | 1920–1939                                            | 1920–1939                                            |   | →      |
| grybowski                   | A |                            | 1920–1932                                            | 1920–1932                                            | 1920–1932                                            | 1920–1932                                            | 1920–1932                                            | 1920–1932                                            | 1920–1932                                            | 1920–1932                                            | 1920–1932                                            | 1920–1932                                            | 1920–1932                                            | 1920–1932                                            | 1920–1932                                            |                                                      |                                                      |                                                      |                                                      |                                                      |                                                      |                                                      |   |        |
| horochowski                 | R |                            |                                                      | 1921–1939                                            | 1921–1939                                            | 1921–1939                                            | 1921–1939                                            | 1921–1939                                            | 1921–1939                                            | 1921–1939                                            | 1921–1939                                            | 1921–1939                                            | 1921–1939                                            | 1921–1939                                            | 1921–1939                                            | 1921–1939                                            | 1921–1939                                            | 1921–1939                                            | 1921–1939                                            | 1921–1939                                            | 1921–1939                                            | 1921–1939                                            |   |        |
| horodeński                  | A |                            | 1920–1939                                            | 1920–1939                                            | 1920–1939                                            | 1920–1939                                            | 1920–1939                                            | 1920–1939                                            | 1920–1939                                            | 1920–1939                                            | 1920–1939                                            | 1920–1939                                            | 1920–1939                                            | 1920–1939                                            | 1920–1939                                            | 1920–1939                                            | 1920–1939                                            | 1920–1939                                            | 1920–1939                                            | 1920–1939                                            | 1920–1939                                            | 1920–1939                                            |   |        |
| hrubieszowski               | R | 1919–1939                  | 1919–1939                                            | 1919–1939                                            | 1919–1939                                            | 1919–1939                                            | 1919–1939                                            | 1919–1939                                            | 1919–1939                                            | 1919–1939                                            | 1919–1939                                            | 1919–1939                                            | 1919–1939                                            | 1919–1939                                            | 1919–1939                                            | 1919–1939                                            | 1919–1939                                            | 1919–1939                                            | 1919–1939                                            | 1919–1939                                            | 1919–1939                                            | 1919–1939                                            |   | →      |
| husiatyński                 | A |                            | 1920–1925                                            | 1920–1925                                            | 1920–1925                                            | 1920–1925                                            | 1920–1925                                            | 1920–1925                                            | → kopyczyniecki                                      | → kopyczyniecki                                      | → kopyczyniecki                                      | → kopyczyniecki                                      | → kopyczyniecki                                      | → kopyczyniecki                                      | → kopyczyniecki                                      | → kopyczyniecki                                      | → kopyczyniecki                                      | → kopyczyniecki                                      | → kopyczyniecki                                      | → kopyczyniecki                                      | → kopyczyniecki                                      | → kopyczyniecki                                      |   |        |
| iłżecki                     | R | 1919–1939                  | 1919–1939                                            | 1919–1939                                            | 1919–1939                                            | 1919–1939                                            | 1919–1939                                            | 1919–1939                                            | 1919–1939                                            | 1919–1939                                            | 1919–1939                                            | 1919–1939                                            | 1919–1939                                            | 1919–1939                                            | 1919–1939                                            | 1919–1939                                            | 1919–1939                                            | 1919–1939                                            | 1919–1939                                            | 1919–1939                                            | 1919–1939                                            | 1919–1939                                            |   | →      |
| inowrocławski #             | N |                            | 1920–1938 #                                          | 1920–1938 #                                          | 1920–1938 #                                          | 1920–1938 #                                          | 1920–1938 #                                          | 1920–1938 #                                          | 1920–1938 #                                          | 1920–1938 #                                          | 1920–1938 #                                          | 1920–1938 #                                          | 1920–1938 #                                          | 1920–1938 #                                          | 1920–1938 #                                          | 1920–1938 #                                          | 1920–1938 #                                          | 1920–1938 #                                          | 1920–1938 #                                          | 1920–1938 #                                          | 1938–1939                                            | 1938–1939                                            |   | →      |
| iwacewicki                  | R | kosowski (Kosów Poleski) ← | kosowski (Kosów Poleski) ←                           | kosowski (Kosów Poleski) ←                           | kosowski (Kosów Poleski) ←                           | kosowski (Kosów Poleski) ←                           | kosowski (Kosów Poleski) ←                           | kosowski (Kosów Poleski) ←                           | kosowski (Kosów Poleski) ←                           | kosowski (Kosów Poleski) ←                           | kosowski (Kosów Poleski) ←                           | kosowski (Kosów Poleski) ←                           | kosowski (Kosów Poleski) ←                           | kosowski (Kosów Poleski) ←                           | kosowski (Kosów Poleski) ←                           | kosowski (Kosów Poleski) ←                           | kosowski (Kosów Poleski) ←                           | 1935–1939                                            | 1935–1939                                            | 1935–1939                                            | 1935–1939                                            | 1935–1939                                            |   |        |
| janowski                    | R | 1919–1939                  | 1919–1939                                            | 1919–1939                                            | 1919–1939                                            | 1919–1939                                            | 1919–1939                                            | 1919–1939                                            | 1919–1939                                            | 1919–1939                                            | 1919–1939                                            | 1919–1939                                            | 1919–1939                                            | 1919–1939                                            | 1919–1939                                            | 1919–1939                                            | 1919–1939                                            | 1919–1939                                            | 1919–1939                                            | 1919–1939                                            | 1919–1939                                            | 1919–1939                                            |   | →      |
| jarociński                  | N |                            | 1920–1939                                            | 1920–1939                                            | 1920–1939                                            | 1920–1939                                            | 1920–1939                                            | 1920–1939                                            | 1920–1939                                            | 1920–1939                                            | 1920–1939                                            | 1920–1939                                            | 1920–1939                                            | 1920–1939                                            | 1920–1939                                            | 1920–1939                                            | 1920–1939                                            | 1920–1939                                            | 1920–1939                                            | 1920–1939                                            | 1920–1939                                            | 1920–1939                                            |   | →      |
| jarosławski                 | A |                            | 1920–1939                                            | 1920–1939                                            | 1920–1939                                            | 1920–1939                                            | 1920–1939                                            | 1920–1939                                            | 1920–1939                                            | 1920–1939                                            | 1920–1939                                            | 1920–1939                                            | 1920–1939                                            | 1920–1939                                            | 1920–1939                                            | 1920–1939                                            | 1920–1939                                            | 1920–1939                                            | 1920–1939                                            | 1920–1939                                            | 1920–1939                                            | 1920–1939                                            |   | →      |
| jasielski                   | A |                            | 1920–1939                                            | 1920–1939                                            | 1920–1939                                            | 1920–1939                                            | 1920–1939                                            | 1920–1939                                            | 1920–1939                                            | 1920–1939                                            | 1920–1939                                            | 1920–1939                                            | 1920–1939                                            | 1920–1939                                            | 1920–1939                                            | 1920–1939                                            | 1920–1939                                            | 1920–1939                                            | 1920–1939                                            | 1920–1939                                            | 1920–1939                                            | 1920–1939                                            |   | →      |
| jaworowski                  | A |                            | 1920–1939                                            | 1920–1939                                            | 1920–1939                                            | 1920–1939                                            | 1920–1939                                            | 1920–1939                                            | 1920–1939                                            | 1920–1939                                            | 1920–1939                                            | 1920–1939                                            | 1920–1939                                            | 1920–1939                                            | 1920–1939                                            | 1920–1939                                            | 1920–1939                                            | 1920–1939                                            | 1920–1939                                            | 1920–1939                                            | 1920–1939                                            | 1920–1939                                            |   | [ 32 ] |
| jędrzejowski                | R | 1919–1939                  | 1919–1939                                            | 1919–1939                                            | 1919–1939                                            | 1919–1939                                            | 1919–1939                                            | 1919–1939                                            | 1919–1939                                            | 1919–1939                                            | 1919–1939                                            | 1919–1939                                            | 1919–1939                                            | 1919–1939                                            | 1919–1939                                            | 1919–1939                                            | 1919–1939                                            | 1919–1939                                            | 1919–1939                                            | 1919–1939                                            | 1919–1939                                            | 1919–1939                                            |   | →      |
| kaliski #                   | R | 1919–1938 #                | 1919–1938 #                                          | 1919–1938 #                                          | 1919–1938 #                                          | 1919–1938 #                                          | 1919–1938 #                                          | 1919–1938 #                                          | 1919–1938 #                                          | 1919–1938 #                                          | 1919–1938 #                                          | 1919–1938 #                                          | 1919–1938 #                                          | 1919–1938 #                                          | 1919–1938 #                                          | 1919–1938 #                                          | 1919–1938 #                                          | 1919–1938 #                                          | 1919–1938 #                                          | 1919–1938 #                                          | 1938–1939                                            | 1938–1939                                            |   | →      |
| kałuski                     | A |                            | 1920–1939                                            | 1920–1939                                            | 1920–1939                                            | 1920–1939                                            | 1920–1939                                            | 1920–1939                                            | 1920–1939                                            | 1920–1939                                            | 1920–1939                                            | 1920–1939                                            | 1920–1939                                            | 1920–1939                                            | 1920–1939                                            | 1920–1939                                            | 1920–1939                                            | 1920–1939                                            | 1920–1939                                            | 1920–1939                                            | 1920–1939                                            | 1920–1939                                            |   |        |
| kamionecki                  | A |                            | 1920–1939                                            | 1920–1939                                            | 1920–1939                                            | 1920–1939                                            | 1920–1939                                            | 1920–1939                                            | 1920–1939                                            | 1920–1939                                            | 1920–1939                                            | 1920–1939                                            | 1920–1939                                            | 1920–1939                                            | 1920–1939                                            | 1920–1939                                            | 1920–1939                                            | 1920–1939                                            | 1920–1939                                            | 1920–1939                                            | 1920–1939                                            | 1920–1939                                            |   |        |
| kartuski                    | N |                            | 1920–1939                                            | 1920–1939                                            | 1920–1939                                            | 1920–1939                                            | 1920–1939                                            | 1920–1939                                            | 1920–1939                                            | 1920–1939                                            | 1920–1939                                            | 1920–1939                                            | 1920–1939                                            | 1920–1939                                            | 1920–1939                                            | 1920–1939                                            | 1920–1939                                            | 1920–1939                                            | 1920–1939                                            | 1920–1939                                            | 1920–1939                                            | 1920–1939                                            |   | →      |
| katowicki                   | N |                            |                                                      |                                                      | 1922–1939                                            | 1922–1939                                            | 1922–1939                                            | 1922–1939                                            | 1922–1939                                            | 1922–1939                                            | 1922–1939                                            | 1922–1939                                            | 1922–1939                                            | 1922–1939                                            | 1922–1939                                            | 1922–1939                                            | 1922–1939                                            | 1922–1939                                            | 1922–1939                                            | 1922–1939                                            | 1922–1939                                            | 1922–1939                                            |   | →      |
| kępiński                    | N |                            | 1920–1939                                            | 1920–1939                                            | 1920–1939                                            | 1920–1939                                            | 1920–1939                                            | 1920–1939                                            | 1920–1939                                            | 1920–1939                                            | 1920–1939                                            | 1920–1939                                            | 1920–1939                                            | 1920–1939                                            | 1920–1939                                            | 1920–1939                                            | 1920–1939                                            | 1920–1939                                            | 1920–1939                                            | 1920–1939                                            | 1920–1939                                            | 1920–1939                                            |   | →      |
| kielecki                    | R | 1919–1939                  | 1919–1939                                            | 1919–1939                                            | 1919–1939                                            | 1919–1939                                            | 1919–1939                                            | 1919–1939                                            | 1919–1939                                            | 1919–1939                                            | 1919–1939                                            | 1919–1939                                            | 1919–1939                                            | 1919–1939                                            | 1919–1939                                            | 1919–1939                                            | 1919–1939                                            | 1919–1939                                            | 1919–1939                                            | 1919–1939                                            | 1919–1939                                            | 1919–1939                                            |   | →      |
| kieżmarski                  | A |                            |                                                      |                                                      |                                                      |                                                      |                                                      |                                                      |                                                      |                                                      |                                                      |                                                      |                                                      |                                                      |                                                      |                                                      |                                                      |                                                      |                                                      |                                                      | [ 37 ]                                               | [ 37 ]                                               |   |        |
| kobryński                   | R |                            |                                                      | 1921–1939                                            | 1921–1939                                            | 1921–1939                                            | 1921–1939                                            | 1921–1939                                            | 1921–1939                                            | 1921–1939                                            | 1921–1939                                            | 1921–1939                                            | 1921–1939                                            | 1921–1939                                            | 1921–1939                                            | 1921–1939                                            | 1921–1939                                            | 1921–1939                                            | 1921–1939                                            | 1921–1939                                            | 1921–1939                                            | 1921–1939                                            |   |        |
| kolbuszowski                | A |                            | 1920–1939                                            | 1920–1939                                            | 1920–1939                                            | 1920–1939                                            | 1920–1939                                            | 1920–1939                                            | 1920–1939                                            | 1920–1939                                            | 1920–1939                                            | 1920–1939                                            | 1920–1939                                            | 1920–1939                                            | 1920–1939                                            | 1920–1939                                            | 1920–1939                                            | 1920–1939                                            | 1920–1939                                            | 1920–1939                                            | 1920–1939                                            | 1920–1939                                            |   | →      |
| kolneński                   | R | 1919–1932                  | 1919–1932                                            | 1919–1932                                            | 1919–1932                                            | 1919–1932                                            | 1919–1932                                            | 1919–1932                                            | 1919–1932                                            | 1919–1932                                            | 1919–1932                                            | 1919–1932                                            | 1919–1932                                            | 1919–1932                                            | 1919–1932                                            |                                                      |                                                      |                                                      |                                                      |                                                      |                                                      |                                                      |   |        |
| kolski #                    | R | 1919–1938 #                | 1919–1938 #                                          | 1919–1938 #                                          | 1919–1938 #                                          | 1919–1938 #                                          | 1919–1938 #                                          | 1919–1938 #                                          | 1919–1938 #                                          | 1919–1938 #                                          | 1919–1938 #                                          | 1919–1938 #                                          | 1919–1938 #                                          | 1919–1938 #                                          | 1919–1938 #                                          | 1919–1938 #                                          | 1919–1938 #                                          | 1919–1938 #                                          | 1919–1938 #                                          | 1919–1938 #                                          | 1938–1939                                            | 1938–1939                                            |   | →      |
| kołomyjski                  | A |                            | 1920–1939                                            | 1920–1939                                            | 1920–1939                                            | 1920–1939                                            | 1920–1939                                            | 1920–1939                                            | 1920–1939                                            | 1920–1939                                            | 1920–1939                                            | 1920–1939                                            | 1920–1939                                            | 1920–1939                                            | 1920–1939                                            | 1920–1939                                            | 1920–1939                                            | 1920–1939                                            | 1920–1939                                            | 1920–1939                                            | 1920–1939                                            | 1920–1939                                            |   |        |
| konecki #                   | R | 1919–1939 #                | 1919–1939 #                                          | 1919–1939 #                                          | 1919–1939 #                                          | 1919–1939 #                                          | 1919–1939 #                                          | 1919–1939 #                                          | 1919–1939 #                                          | 1919–1939 #                                          | 1919–1939 #                                          | 1919–1939 #                                          | 1919–1939 #                                          | 1919–1939 #                                          | 1919–1939 #                                          | 1919–1939 #                                          | 1919–1939 #                                          | 1919–1939 #                                          | 1919–1939 #                                          | 1919–1939 #                                          | 1919–1939 #                                          | 1939                                                 |   | →      |
| koniński #                  | R | 1919–1938 #                | 1919–1938 #                                          | 1919–1938 #                                          | 1919–1938 #                                          | 1919–1938 #                                          | 1919–1938 #                                          | 1919–1938 #                                          | 1919–1938 #                                          | 1919–1938 #                                          | 1919–1938 #                                          | 1919–1938 #                                          | 1919–1938 #                                          | 1919–1938 #                                          | 1919–1938 #                                          | 1919–1938 #                                          | 1919–1938 #                                          | 1919–1938 #                                          | 1919–1938 #                                          | 1919–1938 #                                          | 1938–1939                                            | 1938–1939                                            |   | →      |
| konstantynowski             | R | 1919–1932                  | 1919–1932                                            | 1919–1932                                            | 1919–1932                                            | 1919–1932                                            | 1919–1932                                            | 1919–1932                                            | 1919–1932                                            | 1919–1932                                            | 1919–1932                                            | 1919–1932                                            | 1919–1932                                            | 1919–1932                                            | 1919–1932                                            | 1919–1932                                            | 1919–1932                                            |                                                      |                                                      |                                                      |                                                      |                                                      |   |        |
| kopyczyniecki               | A | husiatyński ←              | husiatyński ←                                        | husiatyński ←                                        | husiatyński ←                                        | husiatyński ←                                        | husiatyński ←                                        | 1925–1939                                            | 1925–1939                                            | 1925–1939                                            | 1925–1939                                            | 1925–1939                                            | 1925–1939                                            | 1925–1939                                            | 1925–1939                                            | 1925–1939                                            | 1925–1939                                            | 1925–1939                                            | 1925–1939                                            | 1925–1939                                            | 1925–1939                                            | 1925–1939                                            |   |        |
| kosowski (Kosów Huc.)       | A |                            | 1920–1939                                            | 1920–1939                                            | 1920–1939                                            | 1920–1939                                            | 1920–1939                                            | 1920–1939                                            | 1920–1939                                            | 1920–1939                                            | 1920–1939                                            | 1920–1939                                            | 1920–1939                                            | 1920–1939                                            | 1920–1939                                            | 1920–1939                                            | 1920–1939                                            | 1920–1939                                            | 1920–1939                                            | 1920–1939                                            | 1920–1939                                            | 1920–1939                                            |   |        |
| kosowski (Kosów Pol.)       | R |                            |                                                      | 1921–1935                                            | 1921–1935                                            | 1921–1935                                            | 1921–1935                                            | 1921–1935                                            | 1921–1935                                            | 1921–1935                                            | 1921–1935                                            | 1921–1935                                            | 1921–1935                                            | 1921–1935                                            | 1921–1935                                            | 1921–1935                                            | 1921–1935                                            | 1921–1935                                            | → iwacewicki                                         | → iwacewicki                                         | → iwacewicki                                         | → iwacewicki                                         |   |        |
| kostopolski                 | R |                            |                                                      |                                                      |                                                      |                                                      | 1925–1939                                            | 1925–1939                                            | 1925–1939                                            | 1925–1939                                            | 1925–1939                                            | 1925–1939                                            | 1925–1939                                            | 1925–1939                                            | 1925–1939                                            | 1925–1939                                            | 1925–1939                                            | 1925–1939                                            | 1925–1939                                            | 1925–1939                                            | 1925–1939                                            |                                                      |   |        |
| koszyrski                   | R |                            |                                                      | 1921–1939                                            | 1921–1939                                            | 1921–1939                                            | 1921–1939                                            | 1921–1939                                            | 1921–1939                                            | 1921–1939                                            | 1921–1939                                            | 1921–1939                                            | 1921–1939                                            | 1921–1939                                            | 1921–1939                                            | 1921–1939                                            | 1921–1939                                            | 1921–1939                                            | 1921–1939                                            | 1921–1939                                            | 1921–1939                                            | 1921–1939                                            |   |        |
| kościański                  | N |                            | 1920–1939                                            | 1920–1939                                            | 1920–1939                                            | 1920–1939                                            | 1920–1939                                            | 1920–1939                                            | 1920–1939                                            | 1920–1939                                            | 1920–1939                                            | 1920–1939                                            | 1920–1939                                            | 1920–1939                                            | 1920–1939                                            | 1920–1939                                            | 1920–1939                                            | 1920–1939                                            | 1920–1939                                            | 1920–1939                                            | 1920–1939                                            | 1920–1939                                            |   | →      |
| kościerski                  | N |                            | 1920–1939                                            | 1920–1939                                            | 1920–1939                                            | 1920–1939                                            | 1920–1939                                            | 1920–1939                                            | 1920–1939                                            | 1920–1939                                            | 1920–1939                                            | 1920–1939                                            | 1920–1939                                            | 1920–1939                                            | 1920–1939                                            | 1920–1939                                            | 1920–1939                                            | 1920–1939                                            | 1920–1939                                            | 1920–1939                                            | 1920–1939                                            | 1920–1939                                            |   | →      |
| kowelski                    | R |                            |                                                      | 1921–1939                                            | 1921–1939                                            | 1921–1939                                            | 1921–1939                                            | 1921–1939                                            | 1921–1939                                            | 1921–1939                                            | 1921–1939                                            | 1921–1939                                            | 1921–1939                                            | 1921–1939                                            | 1921–1939                                            | 1921–1939                                            | 1921–1939                                            | 1921–1939                                            | 1921–1939                                            | 1921–1939                                            | 1921–1939                                            | 1921–1939                                            |   |        |
| kozienicki                  | R | 1919–1939                  | 1919–1939                                            | 1919–1939                                            | 1919–1939                                            | 1919–1939                                            | 1919–1939                                            | 1919–1939                                            | 1919–1939                                            | 1919–1939                                            | 1919–1939                                            | 1919–1939                                            | 1919–1939                                            | 1919–1939                                            | 1919–1939                                            | 1919–1939                                            | 1919–1939                                            | 1919–1939                                            | 1919–1939                                            | 1919–1939                                            | 1919–1939                                            | 1919–1939                                            |   | →      |
| koźmiński                   | N |                            | 1920–1932                                            | 1920–1932                                            | 1920–1932                                            | 1920–1932                                            | 1920–1932                                            | 1920–1932                                            | 1920–1932                                            | 1920–1932                                            | 1920–1932                                            | 1920–1932                                            | 1920–1932                                            | 1920–1932                                            | 1920–1932                                            |                                                      |                                                      |                                                      |                                                      |                                                      |                                                      |                                                      |   |        |
| krakowski                   | A |                            | 1920–1939                                            | 1920–1939                                            | 1920–1939                                            | 1920–1939                                            | 1920–1939                                            | 1920–1939                                            | 1920–1939                                            | 1920–1939                                            | 1920–1939                                            | 1920–1939                                            | 1920–1939                                            | 1920–1939                                            | 1920–1939                                            | 1920–1939                                            | 1920–1939                                            | 1920–1939                                            | 1920–1939                                            | 1920–1939                                            | 1920–1939                                            | 1920–1939                                            |   | →      |
| krasnostawski               | R | 1919–1939                  | 1919–1939                                            | 1919–1939                                            | 1919–1939                                            | 1919–1939                                            | 1919–1939                                            | 1919–1939                                            | 1919–1939                                            | 1919–1939                                            | 1919–1939                                            | 1919–1939                                            | 1919–1939                                            | 1919–1939                                            | 1919–1939                                            | 1919–1939                                            | 1919–1939                                            | 1919–1939                                            | 1919–1939                                            | 1919–1939                                            | 1919–1939                                            | 1919–1939                                            |   | →      |
| krośnieński                 | A |                            | 1920–1939                                            | 1920–1939                                            | 1920–1939                                            | 1920–1939                                            | 1920–1939                                            | 1920–1939                                            | 1920–1939                                            | 1920–1939                                            | 1920–1939                                            | 1920–1939                                            | 1920–1939                                            | 1920–1939                                            | 1920–1939                                            | 1920–1939                                            | 1920–1939                                            | 1920–1939                                            | 1920–1939                                            | 1920–1939                                            | 1920–1939                                            | 1920–1939                                            |   | →      |
| krotoszyński                | N |                            | 1920–1939                                            | 1920–1939                                            | 1920–1939                                            | 1920–1939                                            | 1920–1939                                            | 1920–1939                                            | 1920–1939                                            | 1920–1939                                            | 1920–1939                                            | 1920–1939                                            | 1920–1939                                            | 1920–1939                                            | 1920–1939                                            | 1920–1939                                            | 1920–1939                                            | 1920–1939                                            | 1920–1939                                            | 1920–1939                                            | 1920–1939                                            | 1920–1939                                            |   | →      |
| krzemieniecki               | R |                            |                                                      | 1921–1939                                            | 1921–1939                                            | 1921–1939                                            | 1921–1939                                            | 1921–1939                                            | 1921–1939                                            | 1921–1939                                            | 1921–1939                                            | 1921–1939                                            | 1921–1939                                            | 1921–1939                                            | 1921–1939                                            | 1921–1939                                            | 1921–1939                                            | 1921–1939                                            | 1921–1939                                            | 1921–1939                                            | 1921–1939                                            | 1921–1939                                            |   |        |
| kwidzyński                  | N |                            | → 1920; ► gniewski                                   | → 1920; ► gniewski                                   | → 1920; ► gniewski                                   | → 1920; ► gniewski                                   | → 1920; ► gniewski                                   | → 1920; ► gniewski                                   | → 1920; ► gniewski                                   | → 1920; ► gniewski                                   | → 1920; ► gniewski                                   | → 1920; ► gniewski                                   | → 1920; ► gniewski                                   | → 1920; ► gniewski                                   | → 1920; ► gniewski                                   | → 1920; ► gniewski                                   | → 1920; ► gniewski                                   | → 1920; ► gniewski                                   | → 1920; ► gniewski                                   | → 1920; ► gniewski                                   | → 1920; ► gniewski                                   | → 1920; ► gniewski                                   |   |        |
| kutnowski #                 | R | 1919–1939 #                | 1919–1939 #                                          | 1919–1939 #                                          | 1919–1939 #                                          | 1919–1939 #                                          | 1919–1939 #                                          | 1919–1939 #                                          | 1919–1939 #                                          | 1919–1939 #                                          | 1919–1939 #                                          | 1919–1939 #                                          | 1919–1939 #                                          | 1919–1939 #                                          | 1919–1939 #                                          | 1919–1939 #                                          | 1919–1939 #                                          | 1919–1939 #                                          | 1919–1939 #                                          | 1919–1939 #                                          | 1919–1939 #                                          | 1939                                                 |   | →      |
| leski (do 1931 liski)       | A |                            | 1920–1939                                            | 1920–1939                                            | 1920–1939                                            | 1920–1939                                            | 1920–1939                                            | 1920–1939                                            | 1920–1939                                            | 1920–1939                                            | 1920–1939                                            | 1920–1939                                            | 1920–1939                                            | 1920–1939                                            | 1920–1939                                            | 1920–1939                                            | 1920–1939                                            | 1920–1939                                            | 1920–1939                                            | 1920–1939                                            | 1920–1939                                            | 1920–1939                                            |   | →      |
| leszczyński                 | N |                            | 1920–1939                                            | 1920–1939                                            | 1920–1939                                            | 1920–1939                                            | 1920–1939                                            | 1920–1939                                            | 1920–1939                                            | 1920–1939                                            | 1920–1939                                            | 1920–1939                                            | 1920–1939                                            | 1920–1939                                            | 1920–1939                                            | 1920–1939                                            | 1920–1939                                            | 1920–1939                                            | 1920–1939                                            | 1920–1939                                            | 1920–1939                                            | 1920–1939                                            |   | →      |
| lidzki                      | R |                            |                                                      | 1921–1939                                            | 1921–1939                                            | 1921–1939                                            | 1921–1939                                            | 1921–1939                                            | 1921–1939                                            | 1921–1939                                            | 1921–1939                                            | 1921–1939                                            | 1921–1939                                            | 1921–1939                                            | 1921–1939                                            | 1921–1939                                            | 1921–1939                                            | 1921–1939                                            | 1921–1939                                            | 1921–1939                                            | 1921–1939                                            | 1921–1939                                            |   |        |
| limanowski                  | A |                            | 1920–1939                                            | 1920–1939                                            | 1920–1939                                            | 1920–1939                                            | 1920–1939                                            | 1920–1939                                            | 1920–1939                                            | 1920–1939                                            | 1920–1939                                            | 1920–1939                                            | 1920–1939                                            | 1920–1939                                            | 1920–1939                                            | 1920–1939                                            | 1920–1939                                            | 1920–1939                                            | 1920–1939                                            | 1920–1939                                            | 1920–1939                                            | 1920–1939                                            |   | →      |
| lipnowski #                 | R | 1919–1938 #                | 1919–1938 #                                          | 1919–1938 #                                          | 1919–1938 #                                          | 1919–1938 #                                          | 1919–1938 #                                          | 1919–1938 #                                          | 1919–1938 #                                          | 1919–1938 #                                          | 1919–1938 #                                          | 1919–1938 #                                          | 1919–1938 #                                          | 1919–1938 #                                          | 1919–1938 #                                          | 1919–1938 #                                          | 1919–1938 #                                          | 1919–1938 #                                          | 1919–1938 #                                          | 1919–1938 #                                          | 1938–1939                                            | 1938–1939                                            |   | →      |
| lubaczowski                 | A | cieszanowski ←             | cieszanowski ←                                       | cieszanowski ←                                       | cieszanowski ←                                       | 1923–1939                                            | 1923–1939                                            | 1923–1939                                            | 1923–1939                                            | 1923–1939                                            | 1923–1939                                            | 1923–1939                                            | 1923–1939                                            | 1923–1939                                            | 1923–1939                                            | 1923–1939                                            | 1923–1939                                            | 1923–1939                                            | 1923–1939                                            | 1923–1939                                            | 1923–1939                                            | 1923–1939                                            |   | →      |
| lubartowski                 | R | 1919–1939                  | 1919–1939                                            | 1919–1939                                            | 1919–1939                                            | 1919–1939                                            | 1919–1939                                            | 1919–1939                                            | 1919–1939                                            | 1919–1939                                            | 1919–1939                                            | 1919–1939                                            | 1919–1939                                            | 1919–1939                                            | 1919–1939                                            | 1919–1939                                            | 1919–1939                                            | 1919–1939                                            | 1919–1939                                            | 1919–1939                                            | 1919–1939                                            | 1919–1939                                            |   | →      |
| lubawski                    | N |                            | 1920–1939                                            | 1920–1939                                            | 1920–1939                                            | 1920–1939                                            | 1920–1939                                            | 1920–1939                                            | 1920–1939                                            | 1920–1939                                            | 1920–1939                                            | 1920–1939                                            | 1920–1939                                            | 1920–1939                                            | 1920–1939                                            | 1920–1939                                            | 1920–1939                                            | 1920–1939                                            | 1920–1939                                            | 1920–1939                                            | 1920–1939                                            | 1920–1939                                            |   | →      |
| lubelski                    | R | 1919–1939                  | 1919–1939                                            | 1919–1939                                            | 1919–1939                                            | 1919–1939                                            | 1919–1939                                            | 1919–1939                                            | 1919–1939                                            | 1919–1939                                            | 1919–1939                                            | 1919–1939                                            | 1919–1939                                            | 1919–1939                                            | 1919–1939                                            | 1919–1939                                            | 1919–1939                                            | 1919–1939                                            | 1919–1939                                            | 1919–1939                                            | 1919–1939                                            | 1919–1939                                            |   | →      |
| lubliniecki                 | N |                            |                                                      |                                                      | 1922–1939                                            | 1922–1939                                            | 1922–1939                                            | 1922–1939                                            | 1922–1939                                            | 1922–1939                                            | 1922–1939                                            | 1922–1939                                            | 1922–1939                                            | 1922–1939                                            | 1922–1939                                            | 1922–1939                                            | 1922–1939                                            | 1922–1939                                            | 1922–1939                                            | 1922–1939                                            | 1922–1939                                            | 1922–1939                                            |   | →      |
| lubomelski                  | R |                            |                                                      | 1921–1939                                            | 1921–1939                                            | 1921–1939                                            | 1921–1939                                            | 1921–1939                                            | 1921–1939                                            | 1921–1939                                            | 1921–1939                                            | 1921–1939                                            | 1921–1939                                            | 1921–1939                                            | 1921–1939                                            | 1921–1939                                            | 1921–1939                                            | 1921–1939                                            | 1921–1939                                            | 1921–1939                                            | 1921–1939                                            | 1921–1939                                            |   |        |
| lwowski                     | A |                            | 1920–1939                                            | 1920–1939                                            | 1920–1939                                            | 1920–1939                                            | 1920–1939                                            | 1920–1939                                            | 1920–1939                                            | 1920–1939                                            | 1920–1939                                            | 1920–1939                                            | 1920–1939                                            | 1920–1939                                            | 1920–1939                                            | 1920–1939                                            | 1920–1939                                            | 1920–1939                                            | 1920–1939                                            | 1920–1939                                            | 1920–1939                                            | 1920–1939                                            |   |        |
| łańcucki                    | A |                            | 1920–1939                                            | 1920–1939                                            | 1920–1939                                            | 1920–1939                                            | 1920–1939                                            | 1920–1939                                            | 1920–1939                                            | 1920–1939                                            | 1920–1939                                            | 1920–1939                                            | 1920–1939                                            | 1920–1939                                            | 1920–1939                                            | 1920–1939                                            | 1920–1939                                            | 1920–1939                                            | 1920–1939                                            | 1920–1939                                            | 1920–1939                                            | 1920–1939                                            |   | →      |
| łaski                       | R | 1919–1939                  | 1919–1939                                            | 1919–1939                                            | 1919–1939                                            | 1919–1939                                            | 1919–1939                                            | 1919–1939                                            | 1919–1939                                            | 1919–1939                                            | 1919–1939                                            | 1919–1939                                            | 1919–1939                                            | 1919–1939                                            | 1919–1939                                            | 1919–1939                                            | 1919–1939                                            | 1919–1939                                            | 1919–1939                                            | 1919–1939                                            | 1919–1939                                            | 1919–1939                                            |   | →      |
| łęczycki                    | R | 1919–1939                  | 1919–1939                                            | 1919–1939                                            | 1919–1939                                            | 1919–1939                                            | 1919–1939                                            | 1919–1939                                            | 1919–1939                                            | 1919–1939                                            | 1919–1939                                            | 1919–1939                                            | 1919–1939                                            | 1919–1939                                            | 1919–1939                                            | 1919–1939                                            | 1919–1939                                            | 1919–1939                                            | 1919–1939                                            | 1919–1939                                            | 1919–1939                                            | 1919–1939                                            |   | →      |
| łomżyński #                 | R | 1919–1939 #                | 1919–1939 #                                          | 1919–1939 #                                          | 1919–1939 #                                          | 1919–1939 #                                          | 1919–1939 #                                          | 1919–1939 #                                          | 1919–1939 #                                          | 1919–1939 #                                          | 1919–1939 #                                          | 1919–1939 #                                          | 1919–1939 #                                          | 1919–1939 #                                          | 1919–1939 #                                          | 1919–1939 #                                          | 1919–1939 #                                          | 1919–1939 #                                          | 1919–1939 #                                          | 1919–1939 #                                          | 1919–1939 #                                          | 1939                                                 |   | →      |
| łowicki #                   | R | 1919–1939 #                | 1919–1939 #                                          | 1919–1939 #                                          | 1919–1939 #                                          | 1919–1939 #                                          | 1919–1939 #                                          | 1919–1939 #                                          | 1919–1939 #                                          | 1919–1939 #                                          | 1919–1939 #                                          | 1919–1939 #                                          | 1919–1939 #                                          | 1919–1939 #                                          | 1919–1939 #                                          | 1919–1939 #                                          | 1919–1939 #                                          | 1919–1939 #                                          | 1919–1939 #                                          | 1919–1939 #                                          | 1919–1939 #                                          | 1939                                                 |   | →      |
| łódzki                      | R | 1919–1939                  | 1919–1939                                            | 1919–1939                                            | 1919–1939                                            | 1919–1939                                            | 1919–1939                                            | 1919–1939                                            | 1919–1939                                            | 1919–1939                                            | 1919–1939                                            | 1919–1939                                            | 1919–1939                                            | 1919–1939                                            | 1919–1939                                            | 1919–1939                                            | 1919–1939                                            | 1919–1939                                            | 1919–1939                                            | 1919–1939                                            | 1919–1939                                            | 1919–1939                                            |   | →      |
| łucki                       | R |                            |                                                      | 1921–1939                                            | 1921–1939                                            | 1921–1939                                            | 1921–1939                                            | 1921–1939                                            | 1921–1939                                            | 1921–1939                                            | 1921–1939                                            | 1921–1939                                            | 1921–1939                                            | 1921–1939                                            | 1921–1939                                            | 1921–1939                                            | 1921–1939                                            | 1921–1939                                            | 1921–1939                                            | 1921–1939                                            | 1921–1939                                            | 1921–1939                                            |   |        |
| łukowski                    | R | 1919–1939                  | 1919–1939                                            | 1919–1939                                            | 1919–1939                                            | 1919–1939                                            | 1919–1939                                            | 1919–1939                                            | 1919–1939                                            | 1919–1939                                            | 1919–1939                                            | 1919–1939                                            | 1919–1939                                            | 1919–1939                                            | 1919–1939                                            | 1919–1939                                            | 1919–1939                                            | 1919–1939                                            | 1919–1939                                            | 1919–1939                                            | 1919–1939                                            | 1919–1939                                            |   | →      |
| łuniniecki                  | R |                            |                                                      | 1921–1939                                            | 1921–1939                                            | 1921–1939                                            | 1921–1939                                            | 1921–1939                                            | 1921–1939                                            | 1921–1939                                            | 1921–1939                                            | 1921–1939                                            | 1921–1939                                            | 1921–1939                                            | 1921–1939                                            | 1921–1939                                            | 1921–1939                                            | 1921–1939                                            | 1921–1939                                            | 1921–1939                                            | 1921–1939                                            | 1921–1939                                            |   |        |
| makowski (Maków Maz.)       | R | 1919–1939                  | 1919–1939                                            | 1919–1939                                            | 1919–1939                                            | 1919–1939                                            | 1919–1939                                            | 1919–1939                                            | 1919–1939                                            | 1919–1939                                            | 1919–1939                                            | 1919–1939                                            | 1919–1939                                            | 1919–1939                                            | 1919–1939                                            | 1919–1939                                            | 1919–1939                                            | 1919–1939                                            | 1919–1939                                            | 1919–1939                                            | 1919–1939                                            | 1919–1939                                            |   | →      |
| makowski (Maków Podh.)      | A |                            |                                                      |                                                      |                                                      |                                                      | 1924–1932                                            | 1924–1932                                            | 1924–1932                                            | 1924–1932                                            | 1924–1932                                            | 1924–1932                                            | 1924–1932                                            | 1924–1932                                            | 1924–1932                                            |                                                      |                                                      |                                                      |                                                      |                                                      |                                                      |                                                      |   |        |
| miechowski                  | R | 1919–1939                  | 1919–1939                                            | 1919–1939                                            | 1919–1939                                            | 1919–1939                                            | 1919–1939                                            | 1919–1939                                            | 1919–1939                                            | 1919–1939                                            | 1919–1939                                            | 1919–1939                                            | 1919–1939                                            | 1919–1939                                            | 1919–1939                                            | 1919–1939                                            | 1919–1939                                            | 1919–1939                                            | 1919–1939                                            | 1919–1939                                            | 1919–1939                                            | 1919–1939                                            |   | →      |
| mielecki                    | A |                            | 1920–1939                                            | 1920–1939                                            | 1920–1939                                            | 1920–1939                                            | 1920–1939                                            | 1920–1939                                            | 1920–1939                                            | 1920–1939                                            | 1920–1939                                            | 1920–1939                                            | 1920–1939                                            | 1920–1939                                            | 1920–1939                                            | 1920–1939                                            | 1920–1939                                            | 1920–1939                                            | 1920–1939                                            | 1920–1939                                            | 1920–1939                                            | 1920–1939                                            |   | →      |
| międzychodzki               | N |                            | 1920–1939                                            | 1920–1939                                            | 1920–1939                                            | 1920–1939                                            | 1920–1939                                            | 1920–1939                                            | 1920–1939                                            | 1920–1939                                            | 1920–1939                                            | 1920–1939                                            | 1920–1939                                            | 1920–1939                                            | 1920–1939                                            | 1920–1939                                            | 1920–1939                                            | 1920–1939                                            | 1920–1939                                            | 1920–1939                                            | 1920–1939                                            | 1920–1939                                            |   | →      |
| międzyrzecki                | N |                            | → 1920; ► międzychodzki / ► nowotomyski              | → 1920; ► międzychodzki / ► nowotomyski              | → 1920; ► międzychodzki / ► nowotomyski              | → 1920; ► międzychodzki / ► nowotomyski              | → 1920; ► międzychodzki / ► nowotomyski              | → 1920; ► międzychodzki / ► nowotomyski              | → 1920; ► międzychodzki / ► nowotomyski              | → 1920; ► międzychodzki / ► nowotomyski              | → 1920; ► międzychodzki / ► nowotomyski              | → 1920; ► międzychodzki / ► nowotomyski              | → 1920; ► międzychodzki / ► nowotomyski              | → 1920; ► międzychodzki / ► nowotomyski              | → 1920; ► międzychodzki / ► nowotomyski              | → 1920; ► międzychodzki / ► nowotomyski              | → 1920; ► międzychodzki / ► nowotomyski              | → 1920; ► międzychodzki / ► nowotomyski              | → 1920; ► międzychodzki / ► nowotomyski              | → 1920; ► międzychodzki / ► nowotomyski              | → 1920; ► międzychodzki / ► nowotomyski              | → 1920; ► międzychodzki / ► nowotomyski              |   |        |
| miński                      | R | 1919–1939                  | 1919–1939                                            | 1919–1939                                            | 1919–1939                                            | 1919–1939                                            | 1919–1939                                            | 1919–1939                                            | 1919–1939                                            | 1919–1939                                            | 1919–1939                                            | 1919–1939                                            | 1919–1939                                            | 1919–1939                                            | 1919–1939                                            | 1919–1939                                            | 1919–1939                                            | 1919–1939                                            | 1919–1939                                            | 1919–1939                                            | 1919–1939                                            | 1919–1939                                            |   | →      |
| mławski                     | R | 1919–1939                  | 1919–1939                                            | 1919–1939                                            | 1919–1939                                            | 1919–1939                                            | 1919–1939                                            | 1919–1939                                            | 1919–1939                                            | 1919–1939                                            | 1919–1939                                            | 1919–1939                                            | 1919–1939                                            | 1919–1939                                            | 1919–1939                                            | 1919–1939                                            | 1919–1939                                            | 1919–1939                                            | 1919–1939                                            | 1919–1939                                            | 1919–1939                                            | 1919–1939                                            |   | →      |
| mogileński                  | N |                            | 1920–1939                                            | 1920–1939                                            | 1920–1939                                            | 1920–1939                                            | 1920–1939                                            | 1920–1939                                            | 1920–1939                                            | 1920–1939                                            | 1920–1939                                            | 1920–1939                                            | 1920–1939                                            | 1920–1939                                            | 1920–1939                                            | 1920–1939                                            | 1920–1939                                            | 1920–1939                                            | 1920–1939                                            | 1920–1939                                            | 1920–1939                                            | 1920–1939                                            |   | →      |
| mołodeczański               | R |                            |                                                      |                                                      |                                                      |                                                      |                                                      |                                                      |                                                      | 1927–1939                                            | 1927–1939                                            | 1927–1939                                            | 1927–1939                                            | 1927–1939                                            | 1927–1939                                            | 1927–1939                                            | 1927–1939                                            | 1927–1939                                            | 1927–1939                                            | 1927–1939                                            | 1927–1939                                            | 1927–1939                                            |   |        |
| morski                      | N |                            |                                                      |                                                      |                                                      |                                                      |                                                      |                                                      |                                                      | 1927–1939                                            | 1927–1939                                            | 1927–1939                                            | 1927–1939                                            | 1927–1939                                            | 1927–1939                                            | 1927–1939                                            | 1927–1939                                            | 1927–1939                                            | 1927–1939                                            | 1927–1939                                            | 1927–1939                                            | 1927–1939                                            |   | →      |
| mościski                    | A |                            | 1920–1939                                            | 1920–1939                                            | 1920–1939                                            | 1920–1939                                            | 1920–1939                                            | 1920–1939                                            | 1920–1939                                            | 1920–1939                                            | 1920–1939                                            | 1920–1939                                            | 1920–1939                                            | 1920–1939                                            | 1920–1939                                            | 1920–1939                                            | 1920–1939                                            | 1920–1939                                            | 1920–1939                                            | 1920–1939                                            | 1920–1939                                            | 1920–1939                                            |   | [ 49 ] |
| myślenicki                  | A |                            | 1920–1939                                            | 1920–1939                                            | 1920–1939                                            | 1920–1939                                            | 1920–1939                                            | 1920–1939                                            | 1920–1939                                            | 1920–1939                                            | 1920–1939                                            | 1920–1939                                            | 1920–1939                                            | 1920–1939                                            | 1920–1939                                            | 1920–1939                                            | 1920–1939                                            | 1920–1939                                            | 1920–1939                                            | 1920–1939                                            | 1920–1939                                            | 1920–1939                                            |   | →      |
| nadwórniański               | A |                            | 1920–1939                                            | 1920–1939                                            | 1920–1939                                            | 1920–1939                                            | 1920–1939                                            | 1920–1939                                            | 1920–1939                                            | 1920–1939                                            | 1920–1939                                            | 1920–1939                                            | 1920–1939                                            | 1920–1939                                            | 1920–1939                                            | 1920–1939                                            | 1920–1939                                            | 1920–1939                                            | 1920–1939                                            | 1920–1939                                            | 1920–1939                                            | 1920–1939                                            |   |        |
| namiestowski                | A |                            |                                                      |                                                      |                                                      |                                                      | → 1924; ► spisko-orawski                             | → 1924; ► spisko-orawski                             | → 1924; ► spisko-orawski                             | → 1924; ► spisko-orawski                             | → 1924; ► spisko-orawski                             | → 1924; ► spisko-orawski                             | → 1924; ► spisko-orawski                             | → 1924; ► spisko-orawski                             | → 1924; ► spisko-orawski                             | → 1924; ► spisko-orawski                             | → 1924; ► spisko-orawski                             | → 1924; ► spisko-orawski                             | → 1924; ► spisko-orawski                             | → 1924; ► spisko-orawski                             | [ 52 ]                                               | [ 52 ]                                               |   |        |
| namysłowski                 | N |                            | → 1920; ► kępiński                                   | → 1920; ► kępiński                                   | → 1920; ► kępiński                                   | → 1920; ► kępiński                                   | → 1920; ► kępiński                                   | → 1920; ► kępiński                                   | → 1920; ► kępiński                                   | → 1920; ► kępiński                                   | → 1920; ► kępiński                                   | → 1920; ► kępiński                                   | → 1920; ► kępiński                                   | → 1920; ► kępiński                                   | → 1920; ► kępiński                                   | → 1920; ► kępiński                                   | → 1920; ► kępiński                                   | → 1920; ► kępiński                                   | → 1920; ► kępiński                                   | → 1920; ► kępiński                                   | → 1920; ► kępiński                                   | → 1920; ► kępiński                                   |   |        |
| nidzicki                    | N |                            | → 1920; ► działdowski                                | → 1920; ► działdowski                                | → 1920; ► działdowski                                | → 1920; ► działdowski                                | → 1920; ► działdowski                                | → 1920; ► działdowski                                | → 1920; ► działdowski                                | → 1920; ► działdowski                                | → 1920; ► działdowski                                | → 1920; ► działdowski                                | → 1920; ► działdowski                                | → 1920; ► działdowski                                | → 1920; ► działdowski                                | → 1920; ► działdowski                                | → 1920; ► działdowski                                | → 1920; ► działdowski                                | → 1920; ► działdowski                                | → 1920; ► działdowski                                | → 1920; ► działdowski                                | → 1920; ► działdowski                                |   |        |
| nieszawski #                | R | 1919–1938 #                | 1919–1938 #                                          | 1919–1938 #                                          | 1919–1938 #                                          | 1919–1938 #                                          | 1919–1938 #                                          | 1919–1938 #                                          | 1919–1938 #                                          | 1919–1938 #                                          | 1919–1938 #                                          | 1919–1938 #                                          | 1919–1938 #                                          | 1919–1938 #                                          | 1919–1938 #                                          | 1919–1938 #                                          | 1919–1938 #                                          | 1919–1938 #                                          | 1919–1938 #                                          | 1919–1938 #                                          | 1938–1939                                            | 1938–1939                                            |   | →      |
| nieświeski                  | R |                            |                                                      | 1921–1939                                            | 1921–1939                                            | 1921–1939                                            | 1921–1939                                            | 1921–1939                                            | 1921–1939                                            | 1921–1939                                            | 1921–1939                                            | 1921–1939                                            | 1921–1939                                            | 1921–1939                                            | 1921–1939                                            | 1921–1939                                            | 1921–1939                                            | 1921–1939                                            | 1921–1939                                            | 1921–1939                                            | 1921–1939                                            | 1921–1939                                            |   |        |
| niżański                    | A |                            | 1920–1939                                            | 1920–1939                                            | 1920–1939                                            | 1920–1939                                            | 1920–1939                                            | 1920–1939                                            | 1920–1939                                            | 1920–1939                                            | 1920–1939                                            | 1920–1939                                            | 1920–1939                                            | 1920–1939                                            | 1920–1939                                            | 1920–1939                                            | 1920–1939                                            | 1920–1939                                            | 1920–1939                                            | 1920–1939                                            | 1920–1939                                            | 1920–1939                                            |   | →      |
| nowogródzki                 | R |                            |                                                      | 1921–1939                                            | 1921–1939                                            | 1921–1939                                            | 1921–1939                                            | 1921–1939                                            | 1921–1939                                            | 1921–1939                                            | 1921–1939                                            | 1921–1939                                            | 1921–1939                                            | 1921–1939                                            | 1921–1939                                            | 1921–1939                                            | 1921–1939                                            | 1921–1939                                            | 1921–1939                                            | 1921–1939                                            | 1921–1939                                            | 1921–1939                                            |   |        |
| nowosądecki                 | A |                            | 1920–1939                                            | 1920–1939                                            | 1920–1939                                            | 1920–1939                                            | 1920–1939                                            | 1920–1939                                            | 1920–1939                                            | 1920–1939                                            | 1920–1939                                            | 1920–1939                                            | 1920–1939                                            | 1920–1939                                            | 1920–1939                                            | 1920–1939                                            | 1920–1939                                            | 1920–1939                                            | 1920–1939                                            | 1920–1939                                            | 1920–1939                                            | 1920–1939                                            |   | →      |
| nowotarski                  | A |                            | 1920–1939                                            | 1920–1939                                            | 1920–1939                                            | 1920–1939                                            | 1920–1939                                            | 1920–1939                                            | 1920–1939                                            | 1920–1939                                            | 1920–1939                                            | 1920–1939                                            | 1920–1939                                            | 1920–1939                                            | 1920–1939                                            | 1920–1939                                            | 1920–1939                                            | 1920–1939                                            | 1920–1939                                            | 1920–1939                                            | 1920–1939                                            | 1920–1939                                            |   | →      |
| nowotomyski                 | N |                            | 1920–1939                                            | 1920–1939                                            | 1920–1939                                            | 1920–1939                                            | 1920–1939                                            | 1920–1939                                            | 1920–1939                                            | 1920–1939                                            | 1920–1939                                            | 1920–1939                                            | 1920–1939                                            | 1920–1939                                            | 1920–1939                                            | 1920–1939                                            | 1920–1939                                            | 1920–1939                                            | 1920–1939                                            | 1920–1939                                            | 1920–1939                                            | 1920–1939                                            |   | →      |
| obornicki                   | N |                            | 1920–1939                                            | 1920–1939                                            | 1920–1939                                            | 1920–1939                                            | 1920–1939                                            | 1920–1939                                            | 1920–1939                                            | 1920–1939                                            | 1920–1939                                            | 1920–1939                                            | 1920–1939                                            | 1920–1939                                            | 1920–1939                                            | 1920–1939                                            | 1920–1939                                            | 1920–1939                                            | 1920–1939                                            | 1920–1939                                            | 1920–1939                                            | 1920–1939                                            |   | →      |
| odolanowski                 | N |                            | 1920–1932                                            | 1920–1932                                            | 1920–1932                                            | 1920–1932                                            | 1920–1932                                            | 1920–1932                                            | 1920–1932                                            | 1920–1932                                            | 1920–1932                                            | 1920–1932                                            | 1920–1932                                            | 1920–1932                                            | 1920–1932                                            |                                                      |                                                      |                                                      |                                                      |                                                      |                                                      |                                                      |   |        |
| olkuski                     | R | 1919–1939                  | 1919–1939                                            | 1919–1939                                            | 1919–1939                                            | 1919–1939                                            | 1919–1939                                            | 1919–1939                                            | 1919–1939                                            | 1919–1939                                            | 1919–1939                                            | 1919–1939                                            | 1919–1939                                            | 1919–1939                                            | 1919–1939                                            | 1919–1939                                            | 1919–1939                                            | 1919–1939                                            | 1919–1939                                            | 1919–1939                                            | 1919–1939                                            | 1919–1939                                            |   | →      |
| opatowski                   | R | 1919–1939                  | 1919–1939                                            | 1919–1939                                            | 1919–1939                                            | 1919–1939                                            | 1919–1939                                            | 1919–1939                                            | 1919–1939                                            | 1919–1939                                            | 1919–1939                                            | 1919–1939                                            | 1919–1939                                            | 1919–1939                                            | 1919–1939                                            | 1919–1939                                            | 1919–1939                                            | 1919–1939                                            | 1919–1939                                            | 1919–1939                                            | 1919–1939                                            | 1919–1939                                            |   | →      |
| opoczyński #                | R | 1919–1939 #                | 1919–1939 #                                          | 1919–1939 #                                          | 1919–1939 #                                          | 1919–1939 #                                          | 1919–1939 #                                          | 1919–1939 #                                          | 1919–1939 #                                          | 1919–1939 #                                          | 1919–1939 #                                          | 1919–1939 #                                          | 1919–1939 #                                          | 1919–1939 #                                          | 1919–1939 #                                          | 1919–1939 #                                          | 1919–1939 #                                          | 1919–1939 #                                          | 1919–1939 #                                          | 1919–1939 #                                          | 1919–1939 #                                          | 1939                                                 |   | →      |
| ostrogski                   | R |                            |                                                      | 1921–1924                                            | 1921–1924                                            | 1921–1924                                            | 1921–1924                                            | → zdołbunowski                                       | → zdołbunowski                                       | → zdołbunowski                                       | → zdołbunowski                                       | → zdołbunowski                                       | → zdołbunowski                                       | → zdołbunowski                                       | → zdołbunowski                                       | → zdołbunowski                                       | → zdołbunowski                                       | → zdołbunowski                                       | → zdołbunowski                                       | → zdołbunowski                                       | → zdołbunowski                                       | → zdołbunowski                                       |   |        |
| ostrołęcki #                | R | 1919–1939 #                | 1919–1939 #                                          | 1919–1939 #                                          | 1919–1939 #                                          | 1919–1939 #                                          | 1919–1939 #                                          | 1919–1939 #                                          | 1919–1939 #                                          | 1919–1939 #                                          | 1919–1939 #                                          | 1919–1939 #                                          | 1919–1939 #                                          | 1919–1939 #                                          | 1919–1939 #                                          | 1919–1939 #                                          | 1919–1939 #                                          | 1919–1939 #                                          | 1919–1939 #                                          | 1919–1939 #                                          | 1919–1939 #                                          | 1939                                                 |   | →      |
| ostrowski (Ostrów Maz.) #   | R | 1919–1939 #                | 1919–1939 #                                          | 1919–1939 #                                          | 1919–1939 #                                          | 1919–1939 #                                          | 1919–1939 #                                          | 1919–1939 #                                          | 1919–1939 #                                          | 1919–1939 #                                          | 1919–1939 #                                          | 1919–1939 #                                          | 1919–1939 #                                          | 1919–1939 #                                          | 1919–1939 #                                          | 1919–1939 #                                          | 1919–1939 #                                          | 1919–1939 #                                          | 1919–1939 #                                          | 1919–1939 #                                          | 1919–1939 #                                          | 1939                                                 |   | →      |
| ostrowski (Ostrów Wlkp.)    | N |                            | 1920–1939                                            | 1920–1939                                            | 1920–1939                                            | 1920–1939                                            | 1920–1939                                            | 1920–1939                                            | 1920–1939                                            | 1920–1939                                            | 1920–1939                                            | 1920–1939                                            | 1920–1939                                            | 1920–1939                                            | 1920–1939                                            | 1920–1939                                            | 1920–1939                                            | 1920–1939                                            | 1920–1939                                            | 1920–1939                                            | 1920–1939                                            | 1920–1939                                            |   | →      |
| ostródzki                   | N |                            | → 1920; ► lubawski                                   | → 1920; ► lubawski                                   | → 1920; ► lubawski                                   | → 1920; ► lubawski                                   | → 1920; ► lubawski                                   | → 1920; ► lubawski                                   | → 1920; ► lubawski                                   | → 1920; ► lubawski                                   | → 1920; ► lubawski                                   | → 1920; ► lubawski                                   | → 1920; ► lubawski                                   | → 1920; ► lubawski                                   | → 1920; ► lubawski                                   | → 1920; ► lubawski                                   | → 1920; ► lubawski                                   | → 1920; ► lubawski                                   | → 1920; ► lubawski                                   | → 1920; ► lubawski                                   | → 1920; ► lubawski                                   | → 1920; ► lubawski                                   |   |        |
| ostrzeszowski               | N |                            | 1920–1932                                            | 1920–1932                                            | 1920–1932                                            | 1920–1932                                            | 1920–1932                                            | 1920–1932                                            | 1920–1932                                            | 1920–1932                                            | 1920–1932                                            | 1920–1932                                            | 1920–1932                                            | 1920–1932                                            | 1920–1932                                            |                                                      |                                                      |                                                      |                                                      |                                                      |                                                      |                                                      |   |        |
| oszmiański                  | R |                            |                                                      |                                                      | 1922–1939                                            | 1922–1939                                            | 1922–1939                                            | 1922–1939                                            | 1922–1939                                            | 1922–1939                                            | 1922–1939                                            | 1922–1939                                            | 1922–1939                                            | 1922–1939                                            | 1922–1939                                            | 1922–1939                                            | 1922–1939                                            | 1922–1939                                            | 1922–1939                                            | 1922–1939                                            | 1922–1939                                            | 1922–1939                                            |   |        |
| oświęcimski                 | A |                            | 1920–1932                                            | 1920–1932                                            | 1920–1932                                            | 1920–1932                                            | 1920–1932                                            | 1920–1932                                            | 1920–1932                                            | 1920–1932                                            | 1920–1932                                            | 1920–1932                                            | 1920–1932                                            | 1920–1932                                            | 1920–1932                                            |                                                      |                                                      |                                                      |                                                      |                                                      |                                                      |                                                      |   |        |
| peczeniżyński               | A |                            | 1920–1929                                            | 1920–1929                                            | 1920–1929                                            | 1920–1929                                            | 1920–1929                                            | 1920–1929                                            | 1920–1929                                            | 1920–1929                                            | 1920–1929                                            | 1920–1929                                            |                                                      |                                                      |                                                      |                                                      |                                                      |                                                      |                                                      |                                                      |                                                      |                                                      |   |        |
| pilźnieński                 | A |                            | 1920–1932                                            | 1920–1932                                            | 1920–1932                                            | 1920–1932                                            | 1920–1932                                            | 1920–1932                                            | 1920–1932                                            | 1920–1932                                            | 1920–1932                                            | 1920–1932                                            | 1920–1932                                            | 1920–1932                                            | 1920–1932                                            |                                                      |                                                      |                                                      |                                                      |                                                      |                                                      |                                                      |   |        |
| pińczowski                  | R | 1919–1939                  | 1919–1939                                            | 1919–1939                                            | 1919–1939                                            | 1919–1939                                            | 1919–1939                                            | 1919–1939                                            | 1919–1939                                            | 1919–1939                                            | 1919–1939                                            | 1919–1939                                            | 1919–1939                                            | 1919–1939                                            | 1919–1939                                            | 1919–1939                                            | 1919–1939                                            | 1919–1939                                            | 1919–1939                                            | 1919–1939                                            | 1919–1939                                            | 1919–1939                                            |   | →      |
| piński                      | R |                            |                                                      | 1921–1939                                            | 1921–1939                                            | 1921–1939                                            | 1921–1939                                            | 1921–1939                                            | 1921–1939                                            | 1921–1939                                            | 1921–1939                                            | 1921–1939                                            | 1921–1939                                            | 1921–1939                                            | 1921–1939                                            | 1921–1939                                            | 1921–1939                                            | 1921–1939                                            | 1921–1939                                            | 1921–1939                                            | 1921–1939                                            | 1921–1939                                            |   |        |
| piotrkowski                 | R | 1919–1939                  | 1919–1939                                            | 1919–1939                                            | 1919–1939                                            | 1919–1939                                            | 1919–1939                                            | 1919–1939                                            | 1919–1939                                            | 1919–1939                                            | 1919–1939                                            | 1919–1939                                            | 1919–1939                                            | 1919–1939                                            | 1919–1939                                            | 1919–1939                                            | 1919–1939                                            | 1919–1939                                            | 1919–1939                                            | 1919–1939                                            | 1919–1939                                            | 1919–1939                                            |   | →      |
| pleszewski                  | N |                            | 1920–1932                                            | 1920–1932                                            | 1920–1932                                            | 1920–1932                                            | 1920–1932                                            | 1920–1932                                            | 1920–1932                                            | 1920–1932                                            | 1920–1932                                            | 1920–1932                                            | 1920–1932                                            | 1920–1932                                            | 1920–1932                                            |                                                      |                                                      |                                                      |                                                      |                                                      |                                                      |                                                      |   |        |
| płocki                      | R | 1919–1939                  | 1919–1939                                            | 1919–1939                                            | 1919–1939                                            | 1919–1939                                            | 1919–1939                                            | 1919–1939                                            | 1919–1939                                            | 1919–1939                                            | 1919–1939                                            | 1919–1939                                            | 1919–1939                                            | 1919–1939                                            | 1919–1939                                            | 1919–1939                                            | 1919–1939                                            | 1919–1939                                            | 1919–1939                                            | 1919–1939                                            | 1919–1939                                            | 1919–1939                                            |   | →      |
| płoński                     | R | 1919–1939                  | 1919–1939                                            | 1919–1939                                            | 1919–1939                                            | 1919–1939                                            | 1919–1939                                            | 1919–1939                                            | 1919–1939                                            | 1919–1939                                            | 1919–1939                                            | 1919–1939                                            | 1919–1939                                            | 1919–1939                                            | 1919–1939                                            | 1919–1939                                            | 1919–1939                                            | 1919–1939                                            | 1919–1939                                            | 1919–1939                                            | 1919–1939                                            | 1919–1939                                            |   | →      |
| podgórski                   | A |                            | 1920–1923                                            | 1920–1923                                            | 1920–1923                                            | 1920–1923                                            |                                                      |                                                      |                                                      |                                                      |                                                      |                                                      |                                                      |                                                      |                                                      |                                                      |                                                      |                                                      |                                                      |                                                      |                                                      |                                                      |   |        |
| podhajecki                  | A |                            | 1920–1939                                            | 1920–1939                                            | 1920–1939                                            | 1920–1939                                            | 1920–1939                                            | 1920–1939                                            | 1920–1939                                            | 1920–1939                                            | 1920–1939                                            | 1920–1939                                            | 1920–1939                                            | 1920–1939                                            | 1920–1939                                            | 1920–1939                                            | 1920–1939                                            | 1920–1939                                            | 1920–1939                                            | 1920–1939                                            | 1920–1939                                            | 1920–1939                                            |   |        |
| postawski                   | R | duniłowicki ←              | duniłowicki ←                                        | duniłowicki ←                                        | duniłowicki ←                                        | duniłowicki ←                                        | duniłowicki ←                                        | duniłowicki ←                                        | 1926–1939                                            | 1926–1939                                            | 1926–1939                                            | 1926–1939                                            | 1926–1939                                            | 1926–1939                                            | 1926–1939                                            | 1926–1939                                            | 1926–1939                                            | 1926–1939                                            | 1926–1939                                            | 1926–1939                                            | 1926–1939                                            | 1926–1939                                            |   |        |
| poznański                   | N |                            |                                                      |                                                      |                                                      |                                                      |                                                      | 1925–1939                                            | 1925–1939                                            | 1925–1939                                            | 1925–1939                                            | 1925–1939                                            | 1925–1939                                            | 1925–1939                                            | 1925–1939                                            | 1925–1939                                            | 1925–1939                                            | 1925–1939                                            | 1925–1939                                            | 1925–1939                                            | 1925–1939                                            | 1925–1939                                            |   | →      |
| poznański wschodni          | N |                            | 1920–1924                                            | 1920–1924                                            | 1920–1924                                            | 1920–1924                                            | 1920–1924                                            |                                                      |                                                      |                                                      |                                                      |                                                      |                                                      |                                                      |                                                      |                                                      |                                                      |                                                      |                                                      |                                                      |                                                      |                                                      |   |        |
| poznański zachodni          | N |                            | 1920–1924                                            | 1920–1924                                            | 1920–1924                                            | 1920–1924                                            | 1920–1924                                            |                                                      |                                                      |                                                      |                                                      |                                                      |                                                      |                                                      |                                                      |                                                      |                                                      |                                                      |                                                      |                                                      |                                                      |                                                      |   |        |
| prużański                   | R |                            |                                                      | 1921–1939                                            | 1921–1939                                            | 1921–1939                                            | 1921–1939                                            | 1921–1939                                            | 1921–1939                                            | 1921–1939                                            | 1921–1939                                            | 1921–1939                                            | 1921–1939                                            | 1921–1939                                            | 1921–1939                                            | 1921–1939                                            | 1921–1939                                            | 1921–1939                                            | 1921–1939                                            | 1921–1939                                            | 1921–1939                                            | 1921–1939                                            |   |        |
| przasnyski                  | R | 1919–1939                  | 1919–1939                                            | 1919–1939                                            | 1919–1939                                            | 1919–1939                                            | 1919–1939                                            | 1919–1939                                            | 1919–1939                                            | 1919–1939                                            | 1919–1939                                            | 1919–1939                                            | 1919–1939                                            | 1919–1939                                            | 1919–1939                                            | 1919–1939                                            | 1919–1939                                            | 1919–1939                                            | 1919–1939                                            | 1919–1939                                            | 1919–1939                                            | 1919–1939                                            |   | →      |
| przemyski                   | A |                            | 1920–1939                                            | 1920–1939                                            | 1920–1939                                            | 1920–1939                                            | 1920–1939                                            | 1920–1939                                            | 1920–1939                                            | 1920–1939                                            | 1920–1939                                            | 1920–1939                                            | 1920–1939                                            | 1920–1939                                            | 1920–1939                                            | 1920–1939                                            | 1920–1939                                            | 1920–1939                                            | 1920–1939                                            | 1920–1939                                            | 1920–1939                                            | 1920–1939                                            |   | →      |
| przemyślański               | A |                            | 1920–1939                                            | 1920–1939                                            | 1920–1939                                            | 1920–1939                                            | 1920–1939                                            | 1920–1939                                            | 1920–1939                                            | 1920–1939                                            | 1920–1939                                            | 1920–1939                                            | 1920–1939                                            | 1920–1939                                            | 1920–1939                                            | 1920–1939                                            | 1920–1939                                            | 1920–1939                                            | 1920–1939                                            | 1920–1939                                            | 1920–1939                                            | 1920–1939                                            |   |        |
| przeworski                  | A |                            | 1920–1939                                            | 1920–1939                                            | 1920–1939                                            | 1920–1939                                            | 1920–1939                                            | 1920–1939                                            | 1920–1939                                            | 1920–1939                                            | 1920–1939                                            | 1920–1939                                            | 1920–1939                                            | 1920–1939                                            | 1920–1939                                            | 1920–1939                                            | 1920–1939                                            | 1920–1939                                            | 1920–1939                                            | 1920–1939                                            | 1920–1939                                            | 1920–1939                                            |   | →      |
| pszczyński                  | N |                            |                                                      |                                                      | 1922–1939                                            | 1922–1939                                            | 1922–1939                                            | 1922–1939                                            | 1922–1939                                            | 1922–1939                                            | 1922–1939                                            | 1922–1939                                            | 1922–1939                                            | 1922–1939                                            | 1922–1939                                            | 1922–1939                                            | 1922–1939                                            | 1922–1939                                            | 1922–1939                                            | 1922–1939                                            | 1922–1939                                            | 1922–1939                                            |   | →      |
| pucki                       | N |                            | 1920–1927                                            | 1920–1927                                            | 1920–1927                                            | 1920–1927                                            | 1920–1927                                            | 1920–1927                                            | 1920–1927                                            | 1920–1927                                            |                                                      |                                                      |                                                      |                                                      |                                                      |                                                      |                                                      |                                                      |                                                      |                                                      |                                                      |                                                      |   |        |
| puławski                    | R | 1919–1939                  | 1919–1939                                            | 1919–1939                                            | 1919–1939                                            | 1919–1939                                            | 1919–1939                                            | 1919–1939                                            | 1919–1939                                            | 1919–1939                                            | 1919–1939                                            | 1919–1939                                            | 1919–1939                                            | 1919–1939                                            | 1919–1939                                            | 1919–1939                                            | 1919–1939                                            | 1919–1939                                            | 1919–1939                                            | 1919–1939                                            | 1919–1939                                            | 1919–1939                                            |   | →      |
| pułtuski                    | R | 1919–1939                  | 1919–1939                                            | 1919–1939                                            | 1919–1939                                            | 1919–1939                                            | 1919–1939                                            | 1919–1939                                            | 1919–1939                                            | 1919–1939                                            | 1919–1939                                            | 1919–1939                                            | 1919–1939                                            | 1919–1939                                            | 1919–1939                                            | 1919–1939                                            | 1919–1939                                            | 1919–1939                                            | 1919–1939                                            | 1919–1939                                            | 1919–1939                                            | 1919–1939                                            |   | →      |
| raciborski                  | N |                            |                                                      |                                                      | → 1922; ► rybnicki                                   | → 1922; ► rybnicki                                   | → 1922; ► rybnicki                                   | → 1922; ► rybnicki                                   | → 1922; ► rybnicki                                   | → 1922; ► rybnicki                                   | → 1922; ► rybnicki                                   | → 1922; ► rybnicki                                   | → 1922; ► rybnicki                                   | → 1922; ► rybnicki                                   | → 1922; ► rybnicki                                   | → 1922; ► rybnicki                                   | → 1922; ► rybnicki                                   | → 1922; ► rybnicki                                   | → 1922; ► rybnicki                                   | → 1922; ► rybnicki                                   | → 1922; ► rybnicki                                   | → 1922; ► rybnicki                                   |   |        |
| radomski                    | R | 1919–1939                  | 1919–1939                                            | 1919–1939                                            | 1919–1939                                            | 1919–1939                                            | 1919–1939                                            | 1919–1939                                            | 1919–1939                                            | 1919–1939                                            | 1919–1939                                            | 1919–1939                                            | 1919–1939                                            | 1919–1939                                            | 1919–1939                                            | 1919–1939                                            | 1919–1939                                            | 1919–1939                                            | 1919–1939                                            | 1919–1939                                            | 1919–1939                                            | 1919–1939                                            |   | →      |
| radomszczański              | R | 1919–1939                  | 1919–1939                                            | 1919–1939                                            | 1919–1939                                            | 1919–1939                                            | 1919–1939                                            | 1919–1939                                            | 1919–1939                                            | 1919–1939                                            | 1919–1939                                            | 1919–1939                                            | 1919–1939                                            | 1919–1939                                            | 1919–1939                                            | 1919–1939                                            | 1919–1939                                            | 1919–1939                                            | 1919–1939                                            | 1919–1939                                            | 1919–1939                                            | 1919–1939                                            |   | →      |
| radziechowski               | A |                            | 1920–1939                                            | 1920–1939                                            | 1920–1939                                            | 1920–1939                                            | 1920–1939                                            | 1920–1939                                            | 1920–1939                                            | 1920–1939                                            | 1920–1939                                            | 1920–1939                                            | 1920–1939                                            | 1920–1939                                            | 1920–1939                                            | 1920–1939                                            | 1920–1939                                            | 1920–1939                                            | 1920–1939                                            | 1920–1939                                            | 1920–1939                                            | 1920–1939                                            |   |        |
| radzymiński                 | R | 1919–1939                  | 1919–1939                                            | 1919–1939                                            | 1919–1939                                            | 1919–1939                                            | 1919–1939                                            | 1919–1939                                            | 1919–1939                                            | 1919–1939                                            | 1919–1939                                            | 1919–1939                                            | 1919–1939                                            | 1919–1939                                            | 1919–1939                                            | 1919–1939                                            | 1919–1939                                            | 1919–1939                                            | 1919–1939                                            | 1919–1939                                            | 1919–1939                                            | 1919–1939                                            |   | →      |
| radzyński                   | R | 1919–1939                  | 1919–1939                                            | 1919–1939                                            | 1919–1939                                            | 1919–1939                                            | 1919–1939                                            | 1919–1939                                            | 1919–1939                                            | 1919–1939                                            | 1919–1939                                            | 1919–1939                                            | 1919–1939                                            | 1919–1939                                            | 1919–1939                                            | 1919–1939                                            | 1919–1939                                            | 1919–1939                                            | 1919–1939                                            | 1919–1939                                            | 1919–1939                                            | 1919–1939                                            |   | →      |
| rawicki                     | N |                            | 1920–1939                                            | 1920–1939                                            | 1920–1939                                            | 1920–1939                                            | 1920–1939                                            | 1920–1939                                            | 1920–1939                                            | 1920–1939                                            | 1920–1939                                            | 1920–1939                                            | 1920–1939                                            | 1920–1939                                            | 1920–1939                                            | 1920–1939                                            | 1920–1939                                            | 1920–1939                                            | 1920–1939                                            | 1920–1939                                            | 1920–1939                                            | 1920–1939                                            |   | →      |
| rawski (Rawa Maz.) #        | R | 1919–1939 #                | 1919–1939 #                                          | 1919–1939 #                                          | 1919–1939 #                                          | 1919–1939 #                                          | 1919–1939 #                                          | 1919–1939 #                                          | 1919–1939 #                                          | 1919–1939 #                                          | 1919–1939 #                                          | 1919–1939 #                                          | 1919–1939 #                                          | 1919–1939 #                                          | 1919–1939 #                                          | 1919–1939 #                                          | 1919–1939 #                                          | 1919–1939 #                                          | 1919–1939 #                                          | 1919–1939 #                                          | 1919–1939 #                                          | 1939                                                 |   | →      |
| rawski (Rawa Ruska)         | A |                            | 1920–1939                                            | 1920–1939                                            | 1920–1939                                            | 1920–1939                                            | 1920–1939                                            | 1920–1939                                            | 1920–1939                                            | 1920–1939                                            | 1920–1939                                            | 1920–1939                                            | 1920–1939                                            | 1920–1939                                            | 1920–1939                                            | 1920–1939                                            | 1920–1939                                            | 1920–1939                                            | 1920–1939                                            | 1920–1939                                            | 1920–1939                                            | 1920–1939                                            |   | [ 63 ] |
| rohatyński                  | A |                            | 1920–1939                                            | 1920–1939                                            | 1920–1939                                            | 1920–1939                                            | 1920–1939                                            | 1920–1939                                            | 1920–1939                                            | 1920–1939                                            | 1920–1939                                            | 1920–1939                                            | 1920–1939                                            | 1920–1939                                            | 1920–1939                                            | 1920–1939                                            | 1920–1939                                            | 1920–1939                                            | 1920–1939                                            | 1920–1939                                            | 1920–1939                                            | 1920–1939                                            |   |        |
| ropczycki                   | A |                            | 1920–1937                                            | 1920–1937                                            | 1920–1937                                            | 1920–1937                                            | 1920–1937                                            | 1920–1937                                            | 1920–1937                                            | 1920–1937                                            | 1920–1937                                            | 1920–1937                                            | 1920–1937                                            | 1920–1937                                            | 1920–1937                                            | 1920–1937                                            | 1920–1937                                            | 1920–1937                                            | 1920–1937                                            | 1920–1937                                            | →                                                    | →                                                    |   |        |
| rówieński                   | R |                            |                                                      | 1921–1939                                            | 1921–1939                                            | 1921–1939                                            | 1921–1939                                            | 1921–1939                                            | 1921–1939                                            | 1921–1939                                            | 1921–1939                                            | 1921–1939                                            | 1921–1939                                            | 1921–1939                                            | 1921–1939                                            | 1921–1939                                            | 1921–1939                                            | 1921–1939                                            | 1921–1939                                            | 1921–1939                                            | 1921–1939                                            | 1921–1939                                            |   |        |
| rudecki                     | A |                            | 1920–1939                                            | 1920–1939                                            | 1920–1939                                            | 1920–1939                                            | 1920–1939                                            | 1920–1939                                            | 1920–1939                                            | 1920–1939                                            | 1920–1939                                            | 1920–1939                                            | 1920–1939                                            | 1920–1939                                            | 1920–1939                                            | 1920–1939                                            | 1920–1939                                            | 1920–1939                                            | 1920–1939                                            | 1920–1939                                            | 1920–1939                                            | 1920–1939                                            |   |        |
| rudzki                      | N |                            |                                                      |                                                      | 1922–1924                                            | 1922–1924                                            | 1922–1924                                            |                                                      |                                                      |                                                      |                                                      |                                                      |                                                      |                                                      |                                                      |                                                      |                                                      |                                                      |                                                      |                                                      |                                                      |                                                      |   |        |
| rybnicki                    | N |                            |                                                      |                                                      | 1922–1939                                            | 1922–1939                                            | 1922–1939                                            | 1922–1939                                            | 1922–1939                                            | 1922–1939                                            | 1922–1939                                            | 1922–1939                                            | 1922–1939                                            | 1922–1939                                            | 1922–1939                                            | 1922–1939                                            | 1922–1939                                            | 1922–1939                                            | 1922–1939                                            | 1922–1939                                            | 1922–1939                                            | 1922–1939                                            |   | →      |
| rypiński #                  | R | 1919–1938 #                | 1919–1938 #                                          | 1919–1938 #                                          | 1919–1938 #                                          | 1919–1938 #                                          | 1919–1938 #                                          | 1919–1938 #                                          | 1919–1938 #                                          | 1919–1938 #                                          | 1919–1938 #                                          | 1919–1938 #                                          | 1919–1938 #                                          | 1919–1938 #                                          | 1919–1938 #                                          | 1919–1938 #                                          | 1919–1938 #                                          | 1919–1938 #                                          | 1919–1938 #                                          | 1919–1938 #                                          | 1938–1939                                            | 1938–1939                                            |   | →      |
| rzeszowski                  | A |                            | 1920–1939                                            | 1920–1939                                            | 1920–1939                                            | 1920–1939                                            | 1920–1939                                            | 1920–1939                                            | 1920–1939                                            | 1920–1939                                            | 1920–1939                                            | 1920–1939                                            | 1920–1939                                            | 1920–1939                                            | 1920–1939                                            | 1920–1939                                            | 1920–1939                                            | 1920–1939                                            | 1920–1939                                            | 1920–1939                                            | 1920–1939                                            | 1920–1939                                            |   | →      |
| samborski                   | A |                            | 1920–1939                                            | 1920–1939                                            | 1920–1939                                            | 1920–1939                                            | 1920–1939                                            | 1920–1939                                            | 1920–1939                                            | 1920–1939                                            | 1920–1939                                            | 1920–1939                                            | 1920–1939                                            | 1920–1939                                            | 1920–1939                                            | 1920–1939                                            | 1920–1939                                            | 1920–1939                                            | 1920–1939                                            | 1920–1939                                            | 1920–1939                                            | 1920–1939                                            |   |        |
| sandomierski                | R | 1919–1939                  | 1919–1939                                            | 1919–1939                                            | 1919–1939                                            | 1919–1939                                            | 1919–1939                                            | 1919–1939                                            | 1919–1939                                            | 1919–1939                                            | 1919–1939                                            | 1919–1939                                            | 1919–1939                                            | 1919–1939                                            | 1919–1939                                            | 1919–1939                                            | 1919–1939                                            | 1919–1939                                            | 1919–1939                                            | 1919–1939                                            | 1919–1939                                            | 1919–1939                                            |   | →      |
| sanocki                     | A |                            | 1920–1939                                            | 1920–1939                                            | 1920–1939                                            | 1920–1939                                            | 1920–1939                                            | 1920–1939                                            | 1920–1939                                            | 1920–1939                                            | 1920–1939                                            | 1920–1939                                            | 1920–1939                                            | 1920–1939                                            | 1920–1939                                            | 1920–1939                                            | 1920–1939                                            | 1920–1939                                            | 1920–1939                                            | 1920–1939                                            | 1920–1939                                            | 1920–1939                                            |   | →      |
| sarneński #                 | R |                            |                                                      | 1921–1930 #                                          | 1921–1930 #                                          | 1921–1930 #                                          | 1921–1930 #                                          | 1921–1930 #                                          | 1921–1930 #                                          | 1921–1930 #                                          | 1921–1930 #                                          | 1921–1930 #                                          | 1930–1939                                            | 1930–1939                                            | 1930–1939                                            | 1930–1939                                            | 1930–1939                                            | 1930–1939                                            | 1930–1939                                            | 1930–1939                                            | 1930–1939                                            | 1930–1939                                            |   |        |
| sejneński                   | R | 1919–1925                  | 1919–1925                                            | 1919–1925                                            | 1919–1925                                            | 1919–1925                                            | 1919–1925                                            | 1919–1925                                            |                                                      |                                                      |                                                      |                                                      |                                                      |                                                      |                                                      |                                                      |                                                      |                                                      |                                                      |                                                      |                                                      |                                                      |   |        |
| sępoleński                  | N |                            | 1920–1939                                            | 1920–1939                                            | 1920–1939                                            | 1920–1939                                            | 1920–1939                                            | 1920–1939                                            | 1920–1939                                            | 1920–1939                                            | 1920–1939                                            | 1920–1939                                            | 1920–1939                                            | 1920–1939                                            | 1920–1939                                            | 1920–1939                                            | 1920–1939                                            | 1920–1939                                            | 1920–1939                                            | 1920–1939                                            | 1920–1939                                            | 1920–1939                                            |   | →      |
| siedlecki                   | R | 1919–1939                  | 1919–1939                                            | 1919–1939                                            | 1919–1939                                            | 1919–1939                                            | 1919–1939                                            | 1919–1939                                            | 1919–1939                                            | 1919–1939                                            | 1919–1939                                            | 1919–1939                                            | 1919–1939                                            | 1919–1939                                            | 1919–1939                                            | 1919–1939                                            | 1919–1939                                            | 1919–1939                                            | 1919–1939                                            | 1919–1939                                            | 1919–1939                                            | 1919–1939                                            |   | →      |
| sieradzki                   | R | 1919–1939                  | 1919–1939                                            | 1919–1939                                            | 1919–1939                                            | 1919–1939                                            | 1919–1939                                            | 1919–1939                                            | 1919–1939                                            | 1919–1939                                            | 1919–1939                                            | 1919–1939                                            | 1919–1939                                            | 1919–1939                                            | 1919–1939                                            | 1919–1939                                            | 1919–1939                                            | 1919–1939                                            | 1919–1939                                            | 1919–1939                                            | 1919–1939                                            | 1919–1939                                            |   | →      |
| sierpecki                   | R | 1919–1939                  | 1919–1939                                            | 1919–1939                                            | 1919–1939                                            | 1919–1939                                            | 1919–1939                                            | 1919–1939                                            | 1919–1939                                            | 1919–1939                                            | 1919–1939                                            | 1919–1939                                            | 1919–1939                                            | 1919–1939                                            | 1919–1939                                            | 1919–1939                                            | 1919–1939                                            | 1919–1939                                            | 1919–1939                                            | 1919–1939                                            | 1919–1939                                            | 1919–1939                                            |   | →      |
| skałacki                    | A |                            | 1920–1939                                            | 1920–1939                                            | 1920–1939                                            | 1920–1939                                            | 1920–1939                                            | 1920–1939                                            | 1920–1939                                            | 1920–1939                                            | 1920–1939                                            | 1920–1939                                            | 1920–1939                                            | 1920–1939                                            | 1920–1939                                            | 1920–1939                                            | 1920–1939                                            | 1920–1939                                            | 1920–1939                                            | 1920–1939                                            | 1920–1939                                            | 1920–1939                                            |   |        |
| skierniewicki #             | R | 1919–1939 #                | 1919–1939 #                                          | 1919–1939 #                                          | 1919–1939 #                                          | 1919–1939 #                                          | 1919–1939 #                                          | 1919–1939 #                                          | 1919–1939 #                                          | 1919–1939 #                                          | 1919–1939 #                                          | 1919–1939 #                                          | 1919–1939 #                                          | 1919–1939 #                                          | 1919–1939 #                                          | 1919–1939 #                                          | 1919–1939 #                                          | 1919–1939 #                                          | 1919–1939 #                                          | 1919–1939 #                                          | 1919–1939 #                                          | 1939                                                 |   | →      |
| skolski                     | A |                            | 1920–1932                                            | 1920–1932                                            | 1920–1932                                            | 1920–1932                                            | 1920–1932                                            | 1920–1932                                            | 1920–1932                                            | 1920–1932                                            | 1920–1932                                            | 1920–1932                                            | 1920–1932                                            | 1920–1932                                            | 1920–1932                                            |                                                      |                                                      |                                                      |                                                      |                                                      |                                                      |                                                      |   |        |
| słonimski                   | R |                            |                                                      | 1921–1939                                            | 1921–1939                                            | 1921–1939                                            | 1921–1939                                            | 1921–1939                                            | 1921–1939                                            | 1921–1939                                            | 1921–1939                                            | 1921–1939                                            | 1921–1939                                            | 1921–1939                                            | 1921–1939                                            | 1921–1939                                            | 1921–1939                                            | 1921–1939                                            | 1921–1939                                            | 1921–1939                                            | 1921–1939                                            | 1921–1939                                            |   |        |
| słupecki                    | N | 1919–1932                  | 1919–1932                                            | 1919–1932                                            | 1919–1932                                            | 1919–1932                                            | 1919–1932                                            | 1919–1932                                            | 1919–1932                                            | 1919–1932                                            | 1919–1932                                            | 1919–1932                                            | 1919–1932                                            | 1919–1932                                            | 1919–1932                                            |                                                      |                                                      |                                                      |                                                      |                                                      |                                                      |                                                      |   |        |
| sniński                     | A |                            |                                                      |                                                      |                                                      |                                                      |                                                      |                                                      |                                                      |                                                      |                                                      |                                                      |                                                      |                                                      |                                                      |                                                      |                                                      |                                                      |                                                      |                                                      | [ 70 ]                                               | [ 70 ]                                               |   |        |
| sochaczewski                | R | 1919–1939                  | 1919–1939                                            | 1919–1939                                            | 1919–1939                                            | 1919–1939                                            | 1919–1939                                            | 1919–1939                                            | 1919–1939                                            | 1919–1939                                            | 1919–1939                                            | 1919–1939                                            | 1919–1939                                            | 1919–1939                                            | 1919–1939                                            | 1919–1939                                            | 1919–1939                                            | 1919–1939                                            | 1919–1939                                            | 1919–1939                                            | 1919–1939                                            | 1919–1939                                            |   | →      |
| sokalski                    | A |                            | 1920–1939                                            | 1920–1939                                            | 1920–1939                                            | 1920–1939                                            | 1920–1939                                            | 1920–1939                                            | 1920–1939                                            | 1920–1939                                            | 1920–1939                                            | 1920–1939                                            | 1920–1939                                            | 1920–1939                                            | 1920–1939                                            | 1920–1939                                            | 1920–1939                                            | 1920–1939                                            | 1920–1939                                            | 1920–1939                                            | 1920–1939                                            | 1920–1939                                            |   | [ 71 ] |
| sokołowski #                | R | 1919–1939 #                | 1919–1939 #                                          | 1919–1939 #                                          | 1919–1939 #                                          | 1919–1939 #                                          | 1919–1939 #                                          | 1919–1939 #                                          | 1919–1939 #                                          | 1919–1939 #                                          | 1919–1939 #                                          | 1919–1939 #                                          | 1919–1939 #                                          | 1919–1939 #                                          | 1919–1939 #                                          | 1919–1939 #                                          | 1919–1939 #                                          | 1919–1939 #                                          | 1919–1939 #                                          | 1919–1939 #                                          | 1919–1939 #                                          | 1939                                                 |   | →      |
| sokólski                    | R | 1919–1939                  | 1919–1939                                            | 1919–1939                                            | 1919–1939                                            | 1919–1939                                            | 1919–1939                                            | 1919–1939                                            | 1919–1939                                            | 1919–1939                                            | 1919–1939                                            | 1919–1939                                            | 1919–1939                                            | 1919–1939                                            | 1919–1939                                            | 1919–1939                                            | 1919–1939                                            | 1919–1939                                            | 1919–1939                                            | 1919–1939                                            | 1919–1939                                            | 1919–1939                                            |   | →      |
| spisko-orawski              | A |                            | 1920–1925                                            | 1920–1925                                            | 1920–1925                                            | 1920–1925                                            | 1920–1925                                            | 1920–1925                                            |                                                      |                                                      |                                                      |                                                      |                                                      |                                                      |                                                      |                                                      |                                                      |                                                      |                                                      |                                                      |                                                      |                                                      |   |        |
| stanisławowski              | A |                            | 1920–1939                                            | 1920–1939                                            | 1920–1939                                            | 1920–1939                                            | 1920–1939                                            | 1920–1939                                            | 1920–1939                                            | 1920–1939                                            | 1920–1939                                            | 1920–1939                                            | 1920–1939                                            | 1920–1939                                            | 1920–1939                                            | 1920–1939                                            | 1920–1939                                            | 1920–1939                                            | 1920–1939                                            | 1920–1939                                            | 1920–1939                                            | 1920–1939                                            |   |        |
| starogardzki                | N |                            | 1920–1939                                            | 1920–1939                                            | 1920–1939                                            | 1920–1939                                            | 1920–1939                                            | 1920–1939                                            | 1920–1939                                            | 1920–1939                                            | 1920–1939                                            | 1920–1939                                            | 1920–1939                                            | 1920–1939                                            | 1920–1939                                            | 1920–1939                                            | 1920–1939                                            | 1920–1939                                            | 1920–1939                                            | 1920–1939                                            | 1920–1939                                            | 1920–1939                                            |   | →      |
| starolubowelski             | A |                            |                                                      |                                                      |                                                      |                                                      |                                                      |                                                      |                                                      |                                                      |                                                      |                                                      |                                                      |                                                      |                                                      |                                                      |                                                      |                                                      |                                                      |                                                      | [ 75 ]                                               | [ 75 ]                                               |   |        |
| starosamborski              | A |                            | 1920–1932                                            | 1920–1932                                            | 1920–1932                                            | 1920–1932                                            | 1920–1932                                            | 1920–1932                                            | 1920–1932                                            | 1920–1932                                            | 1920–1932                                            | 1920–1932                                            | 1920–1932                                            | 1920–1932                                            | 1920–1932                                            |                                                      |                                                      |                                                      |                                                      |                                                      |                                                      |                                                      |   |        |
| starowiejski                | A |                            | → 1920; ► spisko-orawski                             | → 1920; ► spisko-orawski                             | → 1920; ► spisko-orawski                             | → 1920; ► spisko-orawski                             | → 1920; ► spisko-orawski                             | → 1920; ► spisko-orawski                             | → 1920; ► spisko-orawski                             | → 1920; ► spisko-orawski                             | → 1920; ► spisko-orawski                             | → 1920; ► spisko-orawski                             | → 1920; ► spisko-orawski                             | → 1920; ► spisko-orawski                             | → 1920; ► spisko-orawski                             | → 1920; ► spisko-orawski                             | → 1920; ► spisko-orawski                             | → 1920; ► spisko-orawski                             | → 1920; ► spisko-orawski                             | → 1920; ► spisko-orawski                             | [ 37 ]                                               | [ 37 ]                                               |   |        |
| stoliński                   | R |                            |                                                      |                                                      |                                                      | 1923–1939                                            | 1923–1939                                            | 1923–1939                                            | 1923–1939                                            | 1923–1939                                            | 1923–1939                                            | 1923–1939                                            | 1923–1939                                            | 1923–1939                                            | 1923–1939                                            | 1923–1939                                            | 1923–1939                                            | 1923–1939                                            | 1923–1939                                            | 1923–1939                                            | 1923–1939                                            | 1923–1939                                            |   |        |
| stołpecki                   | R |                            |                                                      | 1921–1939                                            | 1921–1939                                            | 1921–1939                                            | 1921–1939                                            | 1921–1939                                            | 1921–1939                                            | 1921–1939                                            | 1921–1939                                            | 1921–1939                                            | 1921–1939                                            | 1921–1939                                            | 1921–1939                                            | 1921–1939                                            | 1921–1939                                            | 1921–1939                                            | 1921–1939                                            | 1921–1939                                            | 1921–1939                                            | 1921–1939                                            |   |        |
| stopnicki                   | R | 1919–1939                  | 1919–1939                                            | 1919–1939                                            | 1919–1939                                            | 1919–1939                                            | 1919–1939                                            | 1919–1939                                            | 1919–1939                                            | 1919–1939                                            | 1919–1939                                            | 1919–1939                                            | 1919–1939                                            | 1919–1939                                            | 1919–1939                                            | 1919–1939                                            | 1919–1939                                            | 1919–1939                                            | 1919–1939                                            | 1919–1939                                            | 1919–1939                                            | 1919–1939                                            |   | →      |
| stryjski                    | A |                            | 1920–1939                                            | 1920–1939                                            | 1920–1939                                            | 1920–1939                                            | 1920–1939                                            | 1920–1939                                            | 1920–1939                                            | 1920–1939                                            | 1920–1939                                            | 1920–1939                                            | 1920–1939                                            | 1920–1939                                            | 1920–1939                                            | 1920–1939                                            | 1920–1939                                            | 1920–1939                                            | 1920–1939                                            | 1920–1939                                            | 1920–1939                                            | 1920–1939                                            |   |        |
| strzelneński                | N |                            | 1920–1932                                            | 1920–1932                                            | 1920–1932                                            | 1920–1932                                            | 1920–1932                                            | 1920–1932                                            | 1920–1932                                            | 1920–1932                                            | 1920–1932                                            | 1920–1932                                            | 1920–1932                                            | 1920–1932                                            | 1920–1932                                            |                                                      |                                                      |                                                      |                                                      |                                                      |                                                      |                                                      |   |        |
| strzyżowski                 | A |                            | 1920–1932                                            | 1920–1932                                            | 1920–1932                                            | 1920–1932                                            | 1920–1932                                            | 1920–1932                                            | 1920–1932                                            | 1920–1932                                            | 1920–1932                                            | 1920–1932                                            | 1920–1932                                            | 1920–1932                                            | 1920–1932                                            |                                                      |                                                      |                                                      |                                                      |                                                      |                                                      |                                                      |   |        |
| suwalski                    | R | 1919–1939                  | 1919–1939                                            | 1919–1939                                            | 1919–1939                                            | 1919–1939                                            | 1919–1939                                            | 1919–1939                                            | 1919–1939                                            | 1919–1939                                            | 1919–1939                                            | 1919–1939                                            | 1919–1939                                            | 1919–1939                                            | 1919–1939                                            | 1919–1939                                            | 1919–1939                                            | 1919–1939                                            | 1919–1939                                            | 1919–1939                                            | 1919–1939                                            | 1919–1939                                            |   | →      |
| sycowski                    | N |                            | → 1920; ► kępiński / ► odolanowski / ► ostrzeszowski | → 1920; ► kępiński / ► odolanowski / ► ostrzeszowski | → 1920; ► kępiński / ► odolanowski / ► ostrzeszowski | → 1920; ► kępiński / ► odolanowski / ► ostrzeszowski | → 1920; ► kępiński / ► odolanowski / ► ostrzeszowski | → 1920; ► kępiński / ► odolanowski / ► ostrzeszowski | → 1920; ► kępiński / ► odolanowski / ► ostrzeszowski | → 1920; ► kępiński / ► odolanowski / ► ostrzeszowski | → 1920; ► kępiński / ► odolanowski / ► ostrzeszowski | → 1920; ► kępiński / ► odolanowski / ► ostrzeszowski | → 1920; ► kępiński / ► odolanowski / ► ostrzeszowski | → 1920; ► kępiński / ► odolanowski / ► ostrzeszowski | → 1920; ► kępiński / ► odolanowski / ► ostrzeszowski | → 1920; ► kępiński / ► odolanowski / ► ostrzeszowski | → 1920; ► kępiński / ► odolanowski / ► ostrzeszowski | → 1920; ► kępiński / ► odolanowski / ► ostrzeszowski | → 1920; ► kępiński / ► odolanowski / ► ostrzeszowski | → 1920; ► kępiński / ► odolanowski / ► ostrzeszowski | → 1920; ► kępiński / ► odolanowski / ► ostrzeszowski | → 1920; ► kępiński / ► odolanowski / ► ostrzeszowski |   |        |
| szamotulski                 | N |                            | 1920–1939                                            | 1920–1939                                            | 1920–1939                                            | 1920–1939                                            | 1920–1939                                            | 1920–1939                                            | 1920–1939                                            | 1920–1939                                            | 1920–1939                                            | 1920–1939                                            | 1920–1939                                            | 1920–1939                                            | 1920–1939                                            | 1920–1939                                            | 1920–1939                                            | 1920–1939                                            | 1920–1939                                            | 1920–1939                                            | 1920–1939                                            | 1920–1939                                            |   | →      |
| szczuczyński (Grajewo)      | R | 1919–1939                  | 1919–1939                                            | 1919–1939                                            | 1919–1939                                            | 1919–1939                                            | 1919–1939                                            | 1919–1939                                            | 1919–1939                                            | 1919–1939                                            | 1919–1939                                            | 1919–1939                                            | 1919–1939                                            | 1919–1939                                            | 1919–1939                                            | 1919–1939                                            | 1919–1939                                            | 1919–1939                                            | 1919–1939                                            | 1919–1939                                            | 1919–1939                                            | 1919–1939                                            |   | →      |
| szczuczyński (Szczuczyn)    | R |                            |                                                      |                                                      |                                                      |                                                      |                                                      |                                                      |                                                      |                                                      |                                                      | 1929–1939                                            | 1929–1939                                            | 1929–1939                                            | 1929–1939                                            | 1929–1939                                            | 1929–1939                                            | 1929–1939                                            | 1929–1939                                            | 1929–1939                                            | 1929–1939                                            | 1929–1939                                            |   |        |
| szubiński #                 | N |                            | 1920–1938 #                                          | 1920–1938 #                                          | 1920–1938 #                                          | 1920–1938 #                                          | 1920–1938 #                                          | 1920–1938 #                                          | 1920–1938 #                                          | 1920–1938 #                                          | 1920–1938 #                                          | 1920–1938 #                                          | 1920–1938 #                                          | 1920–1938 #                                          | 1920–1938 #                                          | 1920–1938 #                                          | 1920–1938 #                                          | 1920–1938 #                                          | 1920–1938 #                                          | 1920–1938 #                                          | 1938–1939                                            | 1938–1939                                            |   | →      |
| śmigielski                  | N |                            | 1920–1932                                            | 1920–1932                                            | 1920–1932                                            | 1920–1932                                            | 1920–1932                                            | 1920–1932                                            | 1920–1932                                            | 1920–1932                                            | 1920–1932                                            | 1920–1932                                            | 1920–1932                                            | 1920–1932                                            | 1920–1932                                            |                                                      |                                                      |                                                      |                                                      |                                                      |                                                      |                                                      |   |        |
| śniatyński                  | A |                            | 1920–1939                                            | 1920–1939                                            | 1920–1939                                            | 1920–1939                                            | 1920–1939                                            | 1920–1939                                            | 1920–1939                                            | 1920–1939                                            | 1920–1939                                            | 1920–1939                                            | 1920–1939                                            | 1920–1939                                            | 1920–1939                                            | 1920–1939                                            | 1920–1939                                            | 1920–1939                                            | 1920–1939                                            | 1920–1939                                            | 1920–1939                                            | 1920–1939                                            |   |        |
| średzki                     | N |                            | 1920–1939                                            | 1920–1939                                            | 1920–1939                                            | 1920–1939                                            | 1920–1939                                            | 1920–1939                                            | 1920–1939                                            | 1920–1939                                            | 1920–1939                                            | 1920–1939                                            | 1920–1939                                            | 1920–1939                                            | 1920–1939                                            | 1920–1939                                            | 1920–1939                                            | 1920–1939                                            | 1920–1939                                            | 1920–1939                                            | 1920–1939                                            | 1920–1939                                            |   | →      |
| śremski                     | N |                            | 1920–1939                                            | 1920–1939                                            | 1920–1939                                            | 1920–1939                                            | 1920–1939                                            | 1920–1939                                            | 1920–1939                                            | 1920–1939                                            | 1920–1939                                            | 1920–1939                                            | 1920–1939                                            | 1920–1939                                            | 1920–1939                                            | 1920–1939                                            | 1920–1939                                            | 1920–1939                                            | 1920–1939                                            | 1920–1939                                            | 1920–1939                                            | 1920–1939                                            |   | →      |
| świecki                     | N |                            | 1920–1939                                            | 1920–1939                                            | 1920–1939                                            | 1920–1939                                            | 1920–1939                                            | 1920–1939                                            | 1920–1939                                            | 1920–1939                                            | 1920–1939                                            | 1920–1939                                            | 1920–1939                                            | 1920–1939                                            | 1920–1939                                            | 1920–1939                                            | 1920–1939                                            | 1920–1939                                            | 1920–1939                                            | 1920–1939                                            | 1920–1939                                            | 1920–1939                                            |   | →      |
| święciański                 | R |                            |                                                      |                                                      | 1922–1939                                            | 1922–1939                                            | 1922–1939                                            | 1922–1939                                            | 1922–1939                                            | 1922–1939                                            | 1922–1939                                            | 1922–1939                                            | 1922–1939                                            | 1922–1939                                            | 1922–1939                                            | 1922–1939                                            | 1922–1939                                            | 1922–1939                                            | 1922–1939                                            | 1922–1939                                            | 1922–1939                                            | 1922–1939                                            |   |        |
| świętochłowicki             | N |                            |                                                      |                                                      | 1922–1939                                            | 1922–1939                                            | 1922–1939                                            | 1922–1939                                            | 1922–1939                                            | 1922–1939                                            | 1922–1939                                            | 1922–1939                                            | 1922–1939                                            | 1922–1939                                            | 1922–1939                                            | 1922–1939                                            | 1922–1939                                            | 1922–1939                                            | 1922–1939                                            | 1922–1939                                            | 1922–1939                                            | 1922–1939                                            |   |        |
| tarnobrzeski                | A |                            | 1920–1939                                            | 1920–1939                                            | 1920–1939                                            | 1920–1939                                            | 1920–1939                                            | 1920–1939                                            | 1920–1939                                            | 1920–1939                                            | 1920–1939                                            | 1920–1939                                            | 1920–1939                                            | 1920–1939                                            | 1920–1939                                            | 1920–1939                                            | 1920–1939                                            | 1920–1939                                            | 1920–1939                                            | 1920–1939                                            | 1920–1939                                            | 1920–1939                                            |   | →      |
| tarnogórski                 | N |                            |                                                      |                                                      | 1922–1939                                            | 1922–1939                                            | 1922–1939                                            | 1922–1939                                            | 1922–1939                                            | 1922–1939                                            | 1922–1939                                            | 1922–1939                                            | 1922–1939                                            | 1922–1939                                            | 1922–1939                                            | 1922–1939                                            | 1922–1939                                            | 1922–1939                                            | 1922–1939                                            | 1922–1939                                            | 1922–1939                                            | 1922–1939                                            |   | →      |
| tarnopolski                 | A |                            | 1920–1939                                            | 1920–1939                                            | 1920–1939                                            | 1920–1939                                            | 1920–1939                                            | 1920–1939                                            | 1920–1939                                            | 1920–1939                                            | 1920–1939                                            | 1920–1939                                            | 1920–1939                                            | 1920–1939                                            | 1920–1939                                            | 1920–1939                                            | 1920–1939                                            | 1920–1939                                            | 1920–1939                                            | 1920–1939                                            | 1920–1939                                            | 1920–1939                                            |   |        |
| tarnowski                   | A |                            | 1920–1939                                            | 1920–1939                                            | 1920–1939                                            | 1920–1939                                            | 1920–1939                                            | 1920–1939                                            | 1920–1939                                            | 1920–1939                                            | 1920–1939                                            | 1920–1939                                            | 1920–1939                                            | 1920–1939                                            | 1920–1939                                            | 1920–1939                                            | 1920–1939                                            | 1920–1939                                            | 1920–1939                                            | 1920–1939                                            | 1920–1939                                            | 1920–1939                                            |   | →      |
| tczewski                    | N |                            | 1920–1939                                            | 1920–1939                                            | 1920–1939                                            | 1920–1939                                            | 1920–1939                                            | 1920–1939                                            | 1920–1939                                            | 1920–1939                                            | 1920–1939                                            | 1920–1939                                            | 1920–1939                                            | 1920–1939                                            | 1920–1939                                            | 1920–1939                                            | 1920–1939                                            | 1920–1939                                            | 1920–1939                                            | 1920–1939                                            | 1920–1939                                            | 1920–1939                                            |   | →      |
| tłumacki                    | A |                            | 1920–1939                                            | 1920–1939                                            | 1920–1939                                            | 1920–1939                                            | 1920–1939                                            | 1920–1939                                            | 1920–1939                                            | 1920–1939                                            | 1920–1939                                            | 1920–1939                                            | 1920–1939                                            | 1920–1939                                            | 1920–1939                                            | 1920–1939                                            | 1920–1939                                            | 1920–1939                                            | 1920–1939                                            | 1920–1939                                            | 1920–1939                                            | 1920–1939                                            |   |        |
| tomaszowski                 | R | 1919–1939                  | 1919–1939                                            | 1919–1939                                            | 1919–1939                                            | 1919–1939                                            | 1919–1939                                            | 1919–1939                                            | 1919–1939                                            | 1919–1939                                            | 1919–1939                                            | 1919–1939                                            | 1919–1939                                            | 1919–1939                                            | 1919–1939                                            | 1919–1939                                            | 1919–1939                                            | 1919–1939                                            | 1919–1939                                            | 1919–1939                                            | 1919–1939                                            | 1919–1939                                            |   | →      |
| toruński                    | N |                            | 1920–1939                                            | 1920–1939                                            | 1920–1939                                            | 1920–1939                                            | 1920–1939                                            | 1920–1939                                            | 1920–1939                                            | 1920–1939                                            | 1920–1939                                            | 1920–1939                                            | 1920–1939                                            | 1920–1939                                            | 1920–1939                                            | 1920–1939                                            | 1920–1939                                            | 1920–1939                                            | 1920–1939                                            | 1920–1939                                            | 1920–1939                                            | 1920–1939                                            |   | →      |
| trembowelski                | A |                            | 1920–1939                                            | 1920–1939                                            | 1920–1939                                            | 1920–1939                                            | 1920–1939                                            | 1920–1939                                            | 1920–1939                                            | 1920–1939                                            | 1920–1939                                            | 1920–1939                                            | 1920–1939                                            | 1920–1939                                            | 1920–1939                                            | 1920–1939                                            | 1920–1939                                            | 1920–1939                                            | 1920–1939                                            | 1920–1939                                            | 1920–1939                                            | 1920–1939                                            |   |        |
| trzciański                  | A |                            | → 1920; ► spisko-orawski                             | → 1920; ► spisko-orawski                             | → 1920; ► spisko-orawski                             | → 1920; ► spisko-orawski                             | → 1920; ► spisko-orawski                             | → 1920; ► spisko-orawski                             | → 1920; ► spisko-orawski                             | → 1920; ► spisko-orawski                             | → 1920; ► spisko-orawski                             | → 1920; ► spisko-orawski                             | → 1920; ► spisko-orawski                             | → 1920; ► spisko-orawski                             | → 1920; ► spisko-orawski                             | → 1920; ► spisko-orawski                             | → 1920; ► spisko-orawski                             | → 1920; ► spisko-orawski                             | → 1920; ► spisko-orawski                             | → 1920; ► spisko-orawski                             | [ 37 ]                                               | [ 37 ]                                               |   |        |
| tucholski                   | N |                            | 1920–1939                                            | 1920–1939                                            | 1920–1939                                            | 1920–1939                                            | 1920–1939                                            | 1920–1939                                            | 1920–1939                                            | 1920–1939                                            | 1920–1939                                            | 1920–1939                                            | 1920–1939                                            | 1920–1939                                            | 1920–1939                                            | 1920–1939                                            | 1920–1939                                            | 1920–1939                                            | 1920–1939                                            | 1920–1939                                            | 1920–1939                                            | 1920–1939                                            |   | →      |
| turczański #                | A |                            | 1920–1931 #                                          | 1920–1931 #                                          | 1920–1931 #                                          | 1920–1931 #                                          | 1920–1931 #                                          | 1920–1931 #                                          | 1920–1931 #                                          | 1920–1931 #                                          | 1920–1931 #                                          | 1920–1931 #                                          | 1920–1931 #                                          | 1931–1939                                            | 1931–1939                                            | 1931–1939                                            | 1931–1939                                            | 1931–1939                                            | 1931–1939                                            | 1931–1939                                            | 1931–1939                                            | 1931–1939                                            |   | [ 83 ] |
| turecki #                   | R | 1919–1938 #                | 1919–1938 #                                          | 1919–1938 #                                          | 1919–1938 #                                          | 1919–1938 #                                          | 1919–1938 #                                          | 1919–1938 #                                          | 1919–1938 #                                          | 1919–1938 #                                          | 1919–1938 #                                          | 1919–1938 #                                          | 1919–1938 #                                          | 1919–1938 #                                          | 1919–1938 #                                          | 1919–1938 #                                          | 1919–1938 #                                          | 1919–1938 #                                          | 1919–1938 #                                          | 1919–1938 #                                          | 1938–1939                                            | 1938–1939                                            |   | →      |
| wadowicki                   | A |                            | 1920–1939                                            | 1920–1939                                            | 1920–1939                                            | 1920–1939                                            | 1920–1939                                            | 1920–1939                                            | 1920–1939                                            | 1920–1939                                            | 1920–1939                                            | 1920–1939                                            | 1920–1939                                            | 1920–1939                                            | 1920–1939                                            | 1920–1939                                            | 1920–1939                                            | 1920–1939                                            | 1920–1939                                            | 1920–1939                                            | 1920–1939                                            | 1920–1939                                            |   | →      |
| warszawski                  | R | 1919–1939                  | 1919–1939                                            | 1919–1939                                            | 1919–1939                                            | 1919–1939                                            | 1919–1939                                            | 1919–1939                                            | 1919–1939                                            | 1919–1939                                            | 1919–1939                                            | 1919–1939                                            | 1919–1939                                            | 1919–1939                                            | 1919–1939                                            | 1919–1939                                            | 1919–1939                                            | 1919–1939                                            | 1919–1939                                            | 1919–1939                                            | 1919–1939                                            | 1919–1939                                            |   | →      |
| wąbrzeski                   | N |                            | 1920–1939                                            | 1920–1939                                            | 1920–1939                                            | 1920–1939                                            | 1920–1939                                            | 1920–1939                                            | 1920–1939                                            | 1920–1939                                            | 1920–1939                                            | 1920–1939                                            | 1920–1939                                            | 1920–1939                                            | 1920–1939                                            | 1920–1939                                            | 1920–1939                                            | 1920–1939                                            | 1920–1939                                            | 1920–1939                                            | 1920–1939                                            | 1920–1939                                            |   | →      |
| wągrowiecki                 | N |                            | 1920–1939                                            | 1920–1939                                            | 1920–1939                                            | 1920–1939                                            | 1920–1939                                            | 1920–1939                                            | 1920–1939                                            | 1920–1939                                            | 1920–1939                                            | 1920–1939                                            | 1920–1939                                            | 1920–1939                                            | 1920–1939                                            | 1920–1939                                            | 1920–1939                                            | 1920–1939                                            | 1920–1939                                            | 1920–1939                                            | 1920–1939                                            | 1920–1939                                            |   | →      |
| wejherowski                 | N |                            | 1920–1928                                            | 1920–1928                                            | 1920–1928                                            | 1920–1928                                            | 1920–1928                                            | 1920–1928                                            | 1920–1928                                            | 1920–1928                                            | 1920–1928                                            |                                                      |                                                      |                                                      |                                                      |                                                      |                                                      |                                                      |                                                      |                                                      |                                                      |                                                      |   |        |
| węgrowski #                 | R | 1919–1939 #                | 1919–1939 #                                          | 1919–1939 #                                          | 1919–1939 #                                          | 1919–1939 #                                          | 1919–1939 #                                          | 1919–1939 #                                          | 1919–1939 #                                          | 1919–1939 #                                          | 1919–1939 #                                          | 1919–1939 #                                          | 1919–1939 #                                          | 1919–1939 #                                          | 1919–1939 #                                          | 1919–1939 #                                          | 1919–1939 #                                          | 1919–1939 #                                          | 1919–1939 #                                          | 1919–1939 #                                          | 1919–1939 #                                          | 1939                                                 |   | →      |
| wieleński                   | N |                            | → 1920; ► czarnkowski                                | → 1920; ► czarnkowski                                | → 1920; ► czarnkowski                                | → 1920; ► czarnkowski                                | → 1920; ► czarnkowski                                | → 1920; ► czarnkowski                                | → 1920; ► czarnkowski                                | → 1920; ► czarnkowski                                | → 1920; ► czarnkowski                                | → 1920; ► czarnkowski                                | → 1920; ► czarnkowski                                | → 1920; ► czarnkowski                                | → 1920; ► czarnkowski                                | → 1920; ► czarnkowski                                | → 1920; ► czarnkowski                                | → 1920; ► czarnkowski                                | → 1920; ► czarnkowski                                | → 1920; ► czarnkowski                                | → 1920; ► czarnkowski                                | → 1920; ► czarnkowski                                |   |        |
| wielicki                    | A |                            | 1920–1932                                            | 1920–1932                                            | 1920–1932                                            | 1920–1932                                            | 1920–1932                                            | 1920–1932                                            | 1920–1932                                            | 1920–1932                                            | 1920–1932                                            | 1920–1932                                            | 1920–1932                                            | 1920–1932                                            | 1920–1932                                            |                                                      |                                                      |                                                      |                                                      |                                                      |                                                      |                                                      |   |        |
| wieluński                   | R | 1919–1939                  | 1919–1939                                            | 1919–1939                                            | 1919–1939                                            | 1919–1939                                            | 1919–1939                                            | 1919–1939                                            | 1919–1939                                            | 1919–1939                                            | 1919–1939                                            | 1919–1939                                            | 1919–1939                                            | 1919–1939                                            | 1919–1939                                            | 1919–1939                                            | 1919–1939                                            | 1919–1939                                            | 1919–1939                                            | 1919–1939                                            | 1919–1939                                            | 1919–1939                                            |   | →      |
| wilejski #                  | R | 21-                        | 21-                                                  | 22                                                   | # 1922–1939                                          | # 1922–1939                                          | # 1922–1939                                          | # 1922–1939                                          | # 1922–1939                                          | # 1922–1939                                          | # 1922–1939                                          | # 1922–1939                                          | # 1922–1939                                          | # 1922–1939                                          | # 1922–1939                                          | # 1922–1939                                          | # 1922–1939                                          | # 1922–1939                                          | # 1922–1939                                          | # 1922–1939                                          | # 1922–1939                                          | # 1922–1939                                          |   |        |
| wileńsko-trocki             | R |                            |                                                      |                                                      | 1922–1939                                            | 1922–1939                                            | 1922–1939                                            | 1922–1939                                            | 1922–1939                                            | 1922–1939                                            | 1922–1939                                            | 1922–1939                                            | 1922–1939                                            | 1922–1939                                            | 1922–1939                                            | 1922–1939                                            | 1922–1939                                            | 1922–1939                                            | 1922–1939                                            | 1922–1939                                            | 1922–1939                                            | 1922–1939                                            |   |        |
| witkowski                   | N |                            | 1920–1927                                            | 1920–1927                                            | 1920–1927                                            | 1920–1927                                            | 1920–1927                                            | 1920–1927                                            | 1920–1927                                            | 1920–1927                                            |                                                      |                                                      |                                                      |                                                      |                                                      |                                                      |                                                      |                                                      |                                                      |                                                      |                                                      |                                                      |   |        |
| włocławski #                | R | 1919–1938 #                | 1919–1938 #                                          | 1919–1938 #                                          | 1919–1938 #                                          | 1919–1938 #                                          | 1919–1938 #                                          | 1919–1938 #                                          | 1919–1938 #                                          | 1919–1938 #                                          | 1919–1938 #                                          | 1919–1938 #                                          | 1919–1938 #                                          | 1919–1938 #                                          | 1919–1938 #                                          | 1919–1938 #                                          | 1919–1938 #                                          | 1919–1938 #                                          | 1919–1938 #                                          | 1919–1938 #                                          | 1938–1939                                            | 1938–1939                                            |   | →      |
| włodawski                   | R | 1919–1939                  | 1919–1939                                            | 1919–1939                                            | 1919–1939                                            | 1919–1939                                            | 1919–1939                                            | 1919–1939                                            | 1919–1939                                            | 1919–1939                                            | 1919–1939                                            | 1919–1939                                            | 1919–1939                                            | 1919–1939                                            | 1919–1939                                            | 1919–1939                                            | 1919–1939                                            | 1919–1939                                            | 1919–1939                                            | 1919–1939                                            | 1919–1939                                            | 1919–1939                                            |   | →      |
| włodzimierski               | R |                            |                                                      | 1921–1939                                            | 1921–1939                                            | 1921–1939                                            | 1921–1939                                            | 1921–1939                                            | 1921–1939                                            | 1921–1939                                            | 1921–1939                                            | 1921–1939                                            | 1921–1939                                            | 1921–1939                                            | 1921–1939                                            | 1921–1939                                            | 1921–1939                                            | 1921–1939                                            | 1921–1939                                            | 1921–1939                                            | 1921–1939                                            | 1921–1939                                            |   |        |
| włoszczowski                | R | 1919–1939                  | 1919–1939                                            | 1919–1939                                            | 1919–1939                                            | 1919–1939                                            | 1919–1939                                            | 1919–1939                                            | 1919–1939                                            | 1919–1939                                            | 1919–1939                                            | 1919–1939                                            | 1919–1939                                            | 1919–1939                                            | 1919–1939                                            | 1919–1939                                            | 1919–1939                                            | 1919–1939                                            | 1919–1939                                            | 1919–1939                                            | 1919–1939                                            | 1919–1939                                            |   | →      |
| wolsztyński                 | N |                            | 1920–1939                                            | 1920–1939                                            | 1920–1939                                            | 1920–1939                                            | 1920–1939                                            | 1920–1939                                            | 1920–1939                                            | 1920–1939                                            | 1920–1939                                            | 1920–1939                                            | 1920–1939                                            | 1920–1939                                            | 1920–1939                                            | 1920–1939                                            | 1920–1939                                            | 1920–1939                                            | 1920–1939                                            | 1920–1939                                            | 1920–1939                                            | 1920–1939                                            |   | →      |
| wołkowyski                  | R |                            |                                                      | 1921–1939                                            | 1921–1939                                            | 1921–1939                                            | 1921–1939                                            | 1921–1939                                            | 1921–1939                                            | 1921–1939                                            | 1921–1939                                            | 1921–1939                                            | 1921–1939                                            | 1921–1939                                            | 1921–1939                                            | 1921–1939                                            | 1921–1939                                            | 1921–1939                                            | 1921–1939                                            | 1921–1939                                            | 1921–1939                                            | 1921–1939                                            |   | [ 85 ] |
| wołożyński                  | R |                            |                                                      | 1921–1939                                            | 1921–1939                                            | 1921–1939                                            | 1921–1939                                            | 1921–1939                                            | 1921–1939                                            | 1921–1939                                            | 1921–1939                                            | 1921–1939                                            | 1921–1939                                            | 1921–1939                                            | 1921–1939                                            | 1921–1939                                            | 1921–1939                                            | 1921–1939                                            | 1921–1939                                            | 1921–1939                                            | 1921–1939                                            | 1921–1939                                            |   |        |
| wrzesiński                  | N |                            | 1920–1939                                            | 1920–1939                                            | 1920–1939                                            | 1920–1939                                            | 1920–1939                                            | 1920–1939                                            | 1920–1939                                            | 1920–1939                                            | 1920–1939                                            | 1920–1939                                            | 1920–1939                                            | 1920–1939                                            | 1920–1939                                            | 1920–1939                                            | 1920–1939                                            | 1920–1939                                            | 1920–1939                                            | 1920–1939                                            | 1920–1939                                            | 1920–1939                                            |   | →      |
| wschowski                   | N |                            | → 1920; ► leszczyński                                | → 1920; ► leszczyński                                | → 1920; ► leszczyński                                | → 1920; ► leszczyński                                | → 1920; ► leszczyński                                | → 1920; ► leszczyński                                | → 1920; ► leszczyński                                | → 1920; ► leszczyński                                | → 1920; ► leszczyński                                | → 1920; ► leszczyński                                | → 1920; ► leszczyński                                | → 1920; ► leszczyński                                | → 1920; ► leszczyński                                | → 1920; ► leszczyński                                | → 1920; ► leszczyński                                | → 1920; ► leszczyński                                | → 1920; ► leszczyński                                | → 1920; ► leszczyński                                | → 1920; ► leszczyński                                | → 1920; ► leszczyński                                |   |        |
| wyrzyski #                  | N |                            | 1920–1938 #                                          | 1920–1938 #                                          | 1920–1938 #                                          | 1920–1938 #                                          | 1920–1938 #                                          | 1920–1938 #                                          | 1920–1938 #                                          | 1920–1938 #                                          | 1920–1938 #                                          | 1920–1938 #                                          | 1920–1938 #                                          | 1920–1938 #                                          | 1920–1938 #                                          | 1920–1938 #                                          | 1920–1938 #                                          | 1920–1938 #                                          | 1920–1938 #                                          | 1920–1938 #                                          | 1938–1939                                            | 1938–1939                                            |   | →      |
| wysokomazowiecki            | R | 1919–1939                  | 1919–1939                                            | 1919–1939                                            | 1919–1939                                            | 1919–1939                                            | 1919–1939                                            | 1919–1939                                            | 1919–1939                                            | 1919–1939                                            | 1919–1939                                            | 1919–1939                                            | 1919–1939                                            | 1919–1939                                            | 1919–1939                                            | 1919–1939                                            | 1919–1939                                            | 1919–1939                                            | 1919–1939                                            | 1919–1939                                            | 1919–1939                                            | 1919–1939                                            |   | →      |
| zabrski                     | N |                            |                                                      |                                                      | → 1922; ► rudzki                                     | → 1922; ► rudzki                                     | → 1922; ► rudzki                                     | → 1922; ► rudzki                                     | → 1922; ► rudzki                                     | → 1922; ► rudzki                                     | → 1922; ► rudzki                                     | → 1922; ► rudzki                                     | → 1922; ► rudzki                                     | → 1922; ► rudzki                                     | → 1922; ► rudzki                                     | → 1922; ► rudzki                                     | → 1922; ► rudzki                                     | → 1922; ► rudzki                                     | → 1922; ► rudzki                                     | → 1922; ► rudzki                                     | → 1922; ► rudzki                                     | → 1922; ► rudzki                                     |   |        |
| zaleszczycki                | A |                            | 1920–1939                                            | 1920–1939                                            | 1920–1939                                            | 1920–1939                                            | 1920–1939                                            | 1920–1939                                            | 1920–1939                                            | 1920–1939                                            | 1920–1939                                            | 1920–1939                                            | 1920–1939                                            | 1920–1939                                            | 1920–1939                                            | 1920–1939                                            | 1920–1939                                            | 1920–1939                                            | 1920–1939                                            | 1920–1939                                            | 1920–1939                                            | 1920–1939                                            |   |        |
| zamojski                    | R | 1919–1939                  | 1919–1939                                            | 1919–1939                                            | 1919–1939                                            | 1919–1939                                            | 1919–1939                                            | 1919–1939                                            | 1919–1939                                            | 1919–1939                                            | 1919–1939                                            | 1919–1939                                            | 1919–1939                                            | 1919–1939                                            | 1919–1939                                            | 1919–1939                                            | 1919–1939                                            | 1919–1939                                            | 1919–1939                                            | 1919–1939                                            | 1919–1939                                            | 1919–1939                                            |   | →      |
| zawierciański               | R |                            |                                                      |                                                      |                                                      |                                                      |                                                      |                                                      |                                                      | 1927–1939                                            | 1927–1939                                            | 1927–1939                                            | 1927–1939                                            | 1927–1939                                            | 1927–1939                                            | 1927–1939                                            | 1927–1939                                            | 1927–1939                                            | 1927–1939                                            | 1927–1939                                            | 1927–1939                                            | 1927–1939                                            |   | →      |
| zbaraski                    | A |                            | 1920–1939                                            | 1920–1939                                            | 1920–1939                                            | 1920–1939                                            | 1920–1939                                            | 1920–1939                                            | 1920–1939                                            | 1920–1939                                            | 1920–1939                                            | 1920–1939                                            | 1920–1939                                            | 1920–1939                                            | 1920–1939                                            | 1920–1939                                            | 1920–1939                                            | 1920–1939                                            | 1920–1939                                            | 1920–1939                                            | 1920–1939                                            | 1920–1939                                            |   |        |
| zborowski                   | A |                            | 1920–1939                                            | 1920–1939                                            | 1920–1939                                            | 1920–1939                                            | 1920–1939                                            | 1920–1939                                            | 1920–1939                                            | 1920–1939                                            | 1920–1939                                            | 1920–1939                                            | 1920–1939                                            | 1920–1939                                            | 1920–1939                                            | 1920–1939                                            | 1920–1939                                            | 1920–1939                                            | 1920–1939                                            | 1920–1939                                            | 1920–1939                                            | 1920–1939                                            |   |        |
| zdołbunowski                | R | ostrogski ←                | ostrogski ←                                          | ostrogski ←                                          | ostrogski ←                                          | ostrogski ←                                          | 1925–1939                                            | 1925–1939                                            | 1925–1939                                            | 1925–1939                                            | 1925–1939                                            | 1925–1939                                            | 1925–1939                                            | 1925–1939                                            | 1925–1939                                            | 1925–1939                                            | 1925–1939                                            | 1925–1939                                            | 1925–1939                                            | 1925–1939                                            | 1925–1939                                            | 1925–1939                                            |   |        |
| złoczowski                  | A |                            | 1920–1939                                            | 1920–1939                                            | 1920–1939                                            | 1920–1939                                            | 1920–1939                                            | 1920–1939                                            | 1920–1939                                            | 1920–1939                                            | 1920–1939                                            | 1920–1939                                            | 1920–1939                                            | 1920–1939                                            | 1920–1939                                            | 1920–1939                                            | 1920–1939                                            | 1920–1939                                            | 1920–1939                                            | 1920–1939                                            | 1920–1939                                            | 1920–1939                                            |   |        |
| złotowski                   | N |                            | → 1920; ► sępoleński                                 | → 1920; ► sępoleński                                 | → 1920; ► sępoleński                                 | → 1920; ► sępoleński                                 | → 1920; ► sępoleński                                 | → 1920; ► sępoleński                                 | → 1920; ► sępoleński                                 | → 1920; ► sępoleński                                 | → 1920; ► sępoleński                                 | → 1920; ► sępoleński                                 | → 1920; ► sępoleński                                 | → 1920; ► sępoleński                                 | → 1920; ► sępoleński                                 | → 1920; ► sępoleński                                 | → 1920; ► sępoleński                                 | → 1920; ► sępoleński                                 | → 1920; ► sępoleński                                 | → 1920; ► sępoleński                                 | → 1920; ► sępoleński                                 | → 1920; ► sępoleński                                 |   |        |
| żniński                     | N |                            | 1920–1939                                            | 1920–1939                                            | 1920–1939                                            | 1920–1939                                            | 1920–1939                                            | 1920–1939                                            | 1920–1939                                            | 1920–1939                                            | 1920–1939                                            | 1920–1939                                            | 1920–1939                                            | 1920–1939                                            | 1920–1939                                            | 1920–1939                                            | 1920–1939                                            | 1920–1939                                            | 1920–1939                                            | 1920–1939                                            | 1920–1939                                            | 1920–1939                                            |   | →      |
| żółkiewski                  | A |                            | 1920–1939                                            | 1920–1939                                            | 1920–1939                                            | 1920–1939                                            | 1920–1939                                            | 1920–1939                                            | 1920–1939                                            | 1920–1939                                            | 1920–1939                                            | 1920–1939                                            | 1920–1939                                            | 1920–1939                                            | 1920–1939                                            | 1920–1939                                            | 1920–1939                                            | 1920–1939                                            | 1920–1939                                            | 1920–1939                                            | 1920–1939                                            | 1920–1939                                            |   |        |
| żydaczowski                 | A |                            | 1920–1939                                            | 1920–1939                                            | 1920–1939                                            | 1920–1939                                            | 1920–1939                                            | 1920–1939                                            | 1920–1939                                            | 1920–1939                                            | 1920–1939                                            | 1920–1939                                            | 1920–1939                                            | 1920–1939                                            | 1920–1939                                            | 1920–1939                                            | 1920–1939                                            | 1920–1939                                            | 1920–1939                                            | 1920–1939                                            | 1920–1939                                            | 1920–1939                                            |   |        |
| żywiecki                    | A |                            | 1920–1939                                            | 1920–1939                                            | 1920–1939                                            | 1920–1939                                            | 1920–1939                                            | 1920–1939                                            | 1920–1939                                            | 1920–1939                                            | 1920–1939                                            | 1920–1939                                            | 1920–1939                                            | 1920–1939                                            | 1920–1939                                            | 1920–1939                                            | 1920–1939                                            | 1920–1939                                            | 1920–1939                                            | 1920–1939                                            | 1920–1939                                            | 1920–1939                                            |   | →      |

## Powiaty miejskie 1920–1939
Znak # oznacza jednokrotną zmianę przynależności wojewódzkiej
| Powiat                 | – | 20               | 21               | 22                        | 23                        | 24                        | 25                        | 26                        | 27                        | 28                        | 29                        | 30                        | 31                        | 32                        | 33                        | 34                        | 35                        | 36                        | 37                        | 38                        | 1939                      | – | 1945   |
| ---------------------- | - | ---------------- | ---------------- | ------------------------- | ------------------------- | ------------------------- | ------------------------- | ------------------------- | ------------------------- | ------------------------- | ------------------------- | ------------------------- | ------------------------- | ------------------------- | ------------------------- | ------------------------- | ------------------------- | ------------------------- | ------------------------- | ------------------------- | ------------------------- | - | ------ |
| Białystok              | R |                  |                  |                           |                           |                           |                           |                           |                           | 1928–1939                 | 1928–1939                 | 1928–1939                 | 1928–1939                 | 1928–1939                 | 1928–1939                 | 1928–1939                 | 1928–1939                 | 1928–1939                 | 1928–1939                 | 1928–1939                 | 1928–1939                 |   | →      |
| Bielsko                | A | 1920–1939        | 1920–1939        | 1920–1939                 | 1920–1939                 | 1920–1939                 | 1920–1939                 | 1920–1939                 | 1920–1939                 | 1920–1939                 | 1920–1939                 | 1920–1939                 | 1920–1939                 | 1920–1939                 | 1920–1939                 | 1920–1939                 | 1920–1939                 | 1920–1939                 | 1920–1939                 | 1920–1939                 | 1920–1939                 |   | →      |
| Bydgoszcz              | N | 1920–1938 #      | 1920–1938 #      | 1920–1938 #               | 1920–1938 #               | 1920–1938 #               | 1920–1938 #               | 1920–1938 #               | 1920–1938 #               | 1920–1938 #               | 1920–1938 #               | 1920–1938 #               | 1920–1938 #               | 1920–1938 #               | 1920–1938 #               | 1920–1938 #               | 1920–1938 #               | 1920–1938 #               | 1920–1938 #               | 1938–1939                 | 1938–1939                 |   | →      |
| Bytom                  | N |                  |                  | → 1922; ► świętochłowicki | → 1922; ► świętochłowicki | → 1922; ► świętochłowicki | → 1922; ► świętochłowicki | → 1922; ► świętochłowicki | → 1922; ► świętochłowicki | → 1922; ► świętochłowicki | → 1922; ► świętochłowicki | → 1922; ► świętochłowicki | → 1922; ► świętochłowicki | → 1922; ► świętochłowicki | → 1922; ► świętochłowicki | → 1922; ► świętochłowicki | → 1922; ► świętochłowicki | → 1922; ► świętochłowicki | → 1922; ► świętochłowicki | → 1922; ► świętochłowicki | → 1922; ► świętochłowicki |   |        |
| Chorzów                | N | Królewska Huta ← | Królewska Huta ← | Królewska Huta ←          | Królewska Huta ←          | Królewska Huta ←          | Królewska Huta ←          | Królewska Huta ←          | Królewska Huta ←          | Królewska Huta ←          | Królewska Huta ←          | Królewska Huta ←          | Królewska Huta ←          | Królewska Huta ←          | Królewska Huta ←          | 1934–1939                 | 1934–1939                 | 1934–1939                 | 1934–1939                 | 1934–1939                 | 1934–1939                 |   | →      |
| Częstochowa            | R |                  |                  |                           |                           |                           |                           |                           |                           | 1928–1939                 | 1928–1939                 | 1928–1939                 | 1928–1939                 | 1928–1939                 | 1928–1939                 | 1928–1939                 | 1928–1939                 | 1928–1939                 | 1928–1939                 | 1928–1939                 | 1928–1939                 |   | →      |
| Gdynia                 | N |                  |                  |                           |                           |                           |                           |                           |                           |                           | 1929–1939                 | 1929–1939                 | 1929–1939                 | 1929–1939                 | 1929–1939                 | 1929–1939                 | 1929–1939                 | 1929–1939                 | 1929–1939                 | 1929–1939                 | 1929–1939                 |   | →      |
| Gniezno                | N |                  |                  |                           |                           |                           | 1925–1939                 | 1925–1939                 | 1925–1939                 | 1925–1939                 | 1925–1939                 | 1925–1939                 | 1925–1939                 | 1925–1939                 | 1925–1939                 | 1925–1939                 | 1925–1939                 | 1925–1939                 | 1925–1939                 | 1925–1939                 | 1925–1939                 |   | →      |
| Grudziądz              | N | 1920–1939        | 1920–1939        | 1920–1939                 | 1920–1939                 | 1920–1939                 | 1920–1939                 | 1920–1939                 | 1920–1939                 | 1920–1939                 | 1920–1939                 | 1920–1939                 | 1920–1939                 | 1920–1939                 | 1920–1939                 | 1920–1939                 | 1920–1939                 | 1920–1939                 | 1920–1939                 | 1920–1939                 | 1920–1939                 |   | →      |
| Inowrocław             | N |                  |                  |                           |                           |                           | 1925–1938 #               | 1925–1938 #               | 1925–1938 #               | 1925–1938 #               | 1925–1938 #               | 1925–1938 #               | 1925–1938 #               | 1925–1938 #               | 1925–1938 #               | 1925–1938 #               | 1925–1938 #               | 1925–1938 #               | 1925–1938 #               | 1938–1939                 | 1938–1939                 |   | →      |
| Katowice               | N |                  |                  | 1922–1939                 | 1922–1939                 | 1922–1939                 | 1922–1939                 | 1922–1939                 | 1922–1939                 | 1922–1939                 | 1922–1939                 | 1922–1939                 | 1922–1939                 | 1922–1939                 | 1922–1939                 | 1922–1939                 | 1922–1939                 | 1922–1939                 | 1922–1939                 | 1922–1939                 | 1922–1939                 |   | →      |
| Kraków                 | A | 1920–1939        | 1920–1939        | 1920–1939                 | 1920–1939                 | 1920–1939                 | 1920–1939                 | 1920–1939                 | 1920–1939                 | 1920–1939                 | 1920–1939                 | 1920–1939                 | 1920–1939                 | 1920–1939                 | 1920–1939                 | 1920–1939                 | 1920–1939                 | 1920–1939                 | 1920–1939                 | 1920–1939                 | 1920–1939                 |   | →      |
| Królewska Huta         | N |                  |                  | 1922–34                   | 1922–34                   | 1922–34                   | 1922–34                   | 1922–34                   | 1922–34                   | 1922–34                   | 1922–34                   | 1922–34                   | 1922–34                   | 1922–34                   | 1922–34                   | → Chorzów                 | → Chorzów                 | → Chorzów                 | → Chorzów                 | → Chorzów                 | → Chorzów                 |   | →      |
| Lublin                 | R | 1920–1922        | 1920–1922        | 1920–1922                 |                           |                           |                           |                           |                           | 1928–1939                 | 1928–1939                 | 1928–1939                 | 1928–1939                 | 1928–1939                 | 1928–1939                 | 1928–1939                 | 1928–1939                 | 1928–1939                 | 1928–1939                 | 1928–1939                 | 1928–1939                 |   | →      |
| Lwów                   | A | 1920–1939        | 1920–1939        | 1920–1939                 | 1920–1939                 | 1920–1939                 | 1920–1939                 | 1920–1939                 | 1920–1939                 | 1920–1939                 | 1920–1939                 | 1920–1939                 | 1920–1939                 | 1920–1939                 | 1920–1939                 | 1920–1939                 | 1920–1939                 | 1920–1939                 | 1920–1939                 | 1920–1939                 | 1920–1939                 |   |        |
| Łódź                   | R | 1920–1939        | 1920–1939        | 1920–1939                 | 1920–1939                 | 1920–1939                 | 1920–1939                 | 1920–1939                 | 1920–1939                 | 1920–1939                 | 1920–1939                 | 1920–1939                 | 1920–1939                 | 1920–1939                 | 1920–1939                 | 1920–1939                 | 1920–1939                 | 1920–1939                 | 1920–1939                 | 1920–1939                 | 1920–1939                 |   | →      |
| Południowo-Warszawski  | R |                  |                  |                           |                           |                           |                           |                           |                           | 1928–1939                 | 1928–1939                 | 1928–1939                 | 1928–1939                 | 1928–1939                 | 1928–1939                 | 1928–1939                 | 1928–1939                 | 1928–1939                 | 1928–1939                 | 1928–1939                 | 1928–1939                 |   | [ 91 ] |
| Poznań                 | N | 1920–1939        | 1920–1939        | 1920–1939                 | 1920–1939                 | 1920–1939                 | 1920–1939                 | 1920–1939                 | 1920–1939                 | 1920–1939                 | 1920–1939                 | 1920–1939                 | 1920–1939                 | 1920–1939                 | 1920–1939                 | 1920–1939                 | 1920–1939                 | 1920–1939                 | 1920–1939                 | 1920–1939                 | 1920–1939                 |   | →      |
| Północno-Warszawski    | R |                  |                  |                           |                           |                           |                           |                           |                           | 1928–1939                 | 1928–1939                 | 1928–1939                 | 1928–1939                 | 1928–1939                 | 1928–1939                 | 1928–1939                 | 1928–1939                 | 1928–1939                 | 1928–1939                 | 1928–1939                 | 1928–1939                 |   | [ 91 ] |
| Prasko-Warszawski      | R |                  |                  |                           |                           |                           |                           |                           |                           | 1928–1939                 | 1928–1939                 | 1928–1939                 | 1928–1939                 | 1928–1939                 | 1928–1939                 | 1928–1939                 | 1928–1939                 | 1928–1939                 | 1928–1939                 | 1928–1939                 | 1928–1939                 |   | [ 91 ] |
| Radom                  | R |                  |                  |                           |                           |                           |                           |                           |                           |                           |                           |                           |                           | 1932–1939                 | 1932–1939                 | 1932–1939                 | 1932–1939                 | 1932–1939                 | 1932–1939                 | 1932–1939                 | 1932–1939                 |   | →      |
| Sosnowiec              | R |                  |                  |                           |                           |                           |                           |                           |                           | 1928–1939                 | 1928–1939                 | 1928–1939                 | 1928–1939                 | 1928–1939                 | 1928–1939                 | 1928–1939                 | 1928–1939                 | 1928–1939                 | 1928–1939                 | 1928–1939                 | 1928–1939                 |   | →      |
| Śródmiejsko-Warszawski | R |                  |                  |                           |                           |                           |                           |                           |                           |                           |                           |                           | 1931–1939                 | 1931–1939                 | 1931–1939                 | 1931–1939                 | 1931–1939                 | 1931–1939                 | 1931–1939                 | 1931–1939                 | 1931–1939                 |   | [ 91 ] |
| Toruń                  | N | 1920–1939        | 1920–1939        | 1920–1939                 | 1920–1939                 | 1920–1939                 | 1920–1939                 | 1920–1939                 | 1920–1939                 | 1920–1939                 | 1920–1939                 | 1920–1939                 | 1920–1939                 | 1920–1939                 | 1920–1939                 | 1920–1939                 | 1920–1939                 | 1920–1939                 | 1920–1939                 | 1920–1939                 | 1920–1939                 |   | →      |
| Wilno                  | R |                  | 1921–1939        | 1921–1939                 | 1921–1939                 | 1921–1939                 | 1921–1939                 | 1921–1939                 | 1921–1939                 | 1921–1939                 | 1921–1939                 | 1921–1939                 | 1921–1939                 | 1921–1939                 | 1921–1939                 | 1921–1939                 | 1921–1939                 | 1921–1939                 | 1921–1939                 | 1921–1939                 | 1921–1939                 |   |        |